# Воронезький заповідник
Воро́незький запові́дник, повна офіційна назва Воро́незький держа́вний приро́дний біосфе́рний запові́дник і́мені В. М. Пєско́ва (рос. Воронежский государственный природный биосферный заповедник имени В. М. Пескова) — біосферний заповідник, розташований у Воронезькій і Липецькій областях Росії. Заснований 3 грудня 1923 року. Площа охоронюваної території становить 31 053 га. Заповідник створений задля охорони популяції європейського бобра, стан якої на момент заснування установи вважався критичним. Флора заповідника налічує 1023 види судинних рослин, 134 види мохів, 151 вид лишайників та понад 300 видів грибів, серед них 12 таксонів занесено до Червоної книги Росії, 80 — до Червоної книги Воронезької області, 149 — до Червоної книги Липецької області. Фауна Воронезького заповідника включає ссавців 62 види, птахів — 230, плазунів — 7, земноводних — 9, риб — 39, комах — 5200. Свою назву заповідник отримав за місцем розташування його більшої частини — у Воронезькій області поблизу річки Воронеж.

## Історія

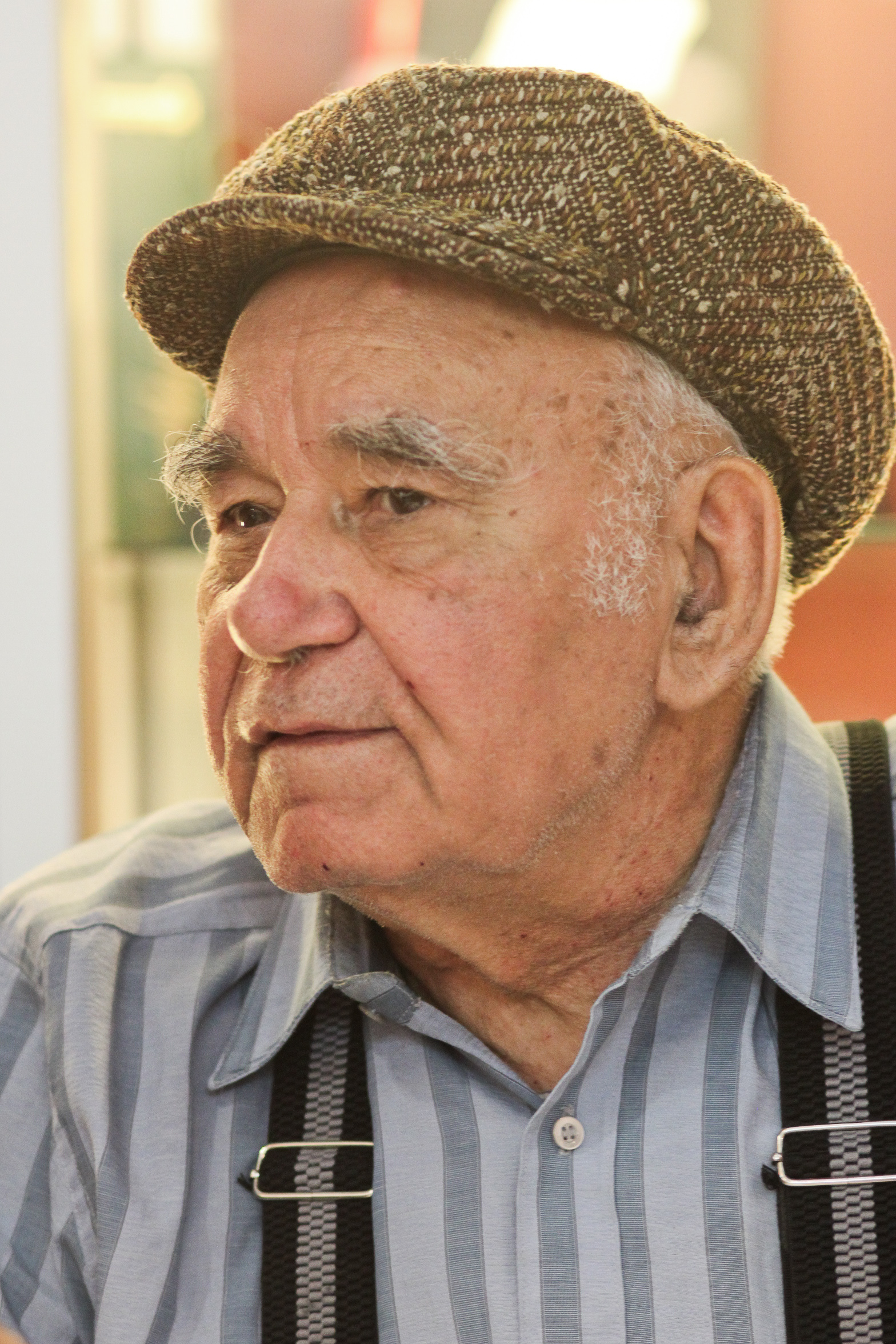
Письменник, натураліст, ведучий телепередачі «У світі тварин» Василь Пєсков, на честь якого названо заповідник.

Перша спроба охорони місцевих лісів здійснена царем Петром I, який у 1696 році вилучив Усманський бір із загального користування, залишивши його для суднобудівних потреб. Втім, вирубування лісів відновилось наприкінці XVIII сторіччя. У XIX столітті воно продовжувалось з деякими примітивними лісівницькими заходами, що сприяли відновленню дібров і сосняків за рахунок малоцінних дерев. Однак суворий заповідний режим тут було встановлено задля охорони тварин.
Європейські бобри були об'єктом мисливства ще у добу Київської Русі. З тих часів у Росії на їхнє хутро тримався стійкий попит, обсяги якого задовольняло тільки нищівне полювання. Як наслідок, на початку XX століття у РРФСР популяція цих тварин практично щезла. Задля порятунку виду в 1919—1922 роках Московським університетом під проводом професора С. І. Огнєва було відряджено експедицію. На річках Івниця й Усманка її члени відшукали декілька бобрових поселень. У травні 1923 року для охорони бобрів, оленів, сарн, птахів у цій місцевості заборонили полювання і рибальство, а 3 грудня того ж року заснували Держа́вний бобро́вий запові́дник.
19 травня 1927 року затверджено Положення про Воро́незький держа́вний мисли́вський бобро́вий запові́дник, якому відвели 2496 десятин землі уздовж Усманки. 1932 року в заповіднику для вивчення і розведення бобрів заснували дослідний бобровий розплідник. 20 липня 1934 року заповідник підпорядкували Комісаріату зовнішньої торгівлі СРСР, виключивши з його назви слово «мисливський». 1 вересня цього ж року його терени розширили до 30 210,17 га, з яких 20 124 га входили до заповідного ядра, а 7500 га — до буферної зони (території з м'якшим охоронним режимом). Ця реорганізація змінила і задачі установи: тепер крім охорони бобрів її науковці займалися інтродукцією екзотичних рослин, акліматизацією тварин.
1941 року частина працівників установи була мобілізована на війну, а військові частини Воронезького фронту розмістились у заповідних лісах. У заповідній садибі працювали штаб і шпиталь. Після бойових дій, які пройшли на заповідній території у 1942—1943 роках, у садибі оселилися 1000 лісорубів Комсомольського лісопромислового господарства. До 1944 року в заповіднику проводили масштабне вирубування лісів, заготівлі торфу і лікарської сировини. У 1950-1960-х роках Воронезький заповідник займав провідне місце в країні за рівнем природоохоронної діяльності. В 1961—1966 роках його філіалом був Хоперський заповідник.
15 лютого 1985 року за успіхи в охороні природи і високий рівень наукових робіт Воронезькому заповіднику надано статус біосферного резервату ЮНЕСКО. В цей період його площа склала 31 053 га, в тому числі 29 132 га лісів, 508 га луків, 124 га водойм, 665 га боліт, 405 га доріг, 33 га ріллі, 68 га під будівлями. 26 березня 2009 року в підпорядкування адміністрації заповідника перейшли Воронезький заказник і заказник «Кам'яний степ». 23 серпня 2013 року установі присвоєно ім'я відомого письменника-натураліста Василя Пєскова, тоді ж організовано його музей.

## Клімат

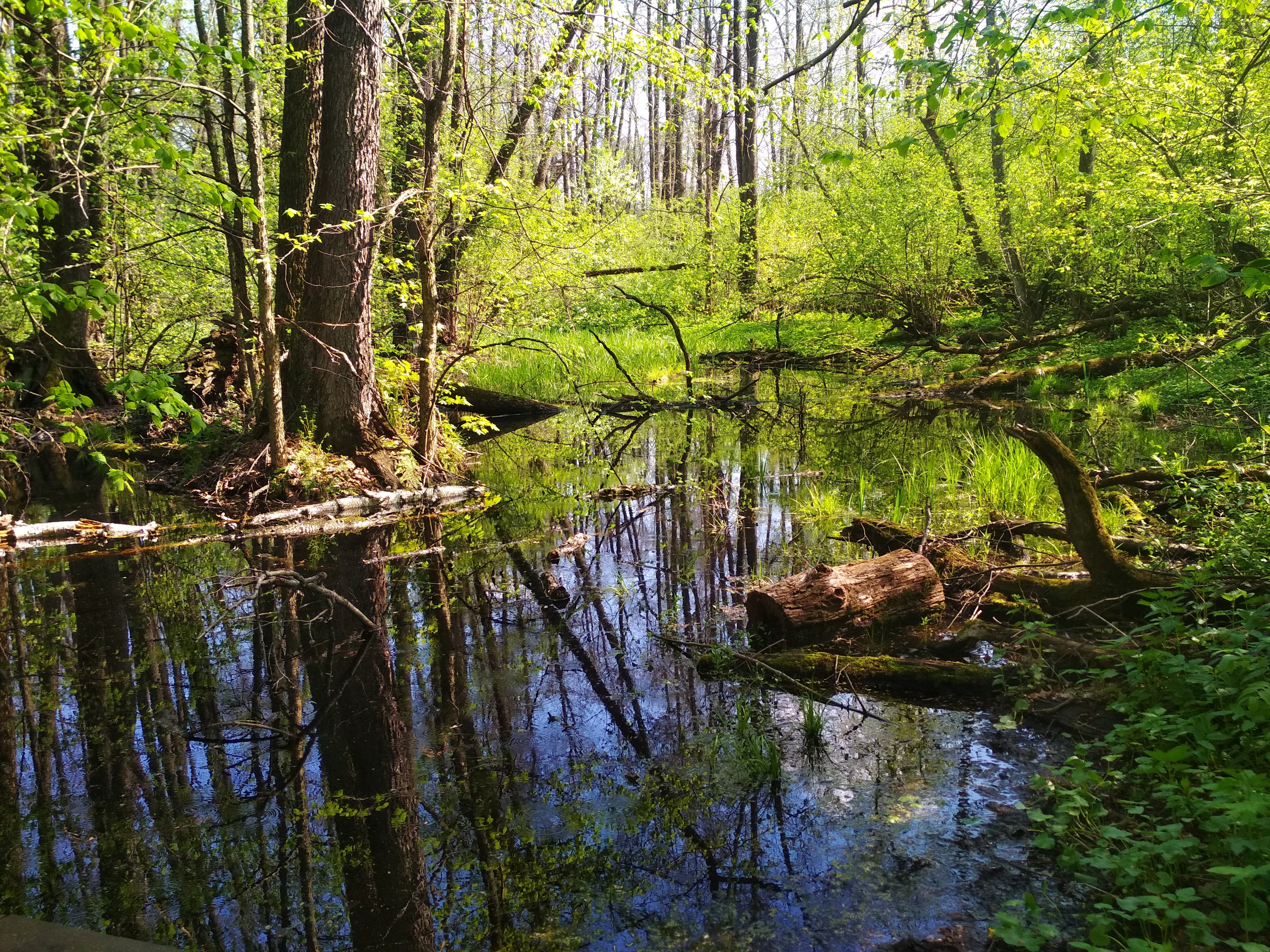
Усманка під час весняного водопілля.

Воронезький заповідник розташований на межі атлантико-континентального і континентального кліматичних поясів, у лісостеповій зоні, хоча за тривалістю і потужністю снігового покриву його кліматичні умови наближаються до лісової зони. Клімат на його теренах помірно континентальний з відносно спекотним літом і помірно холодною зимою.
Середньорічна температура повітря становить 5,3 °C. Найхолодніший місяць — січень, чия середня температура складає –9,9 °C. Середня температура найтеплішого місяця, липня, дорівнює 19,5 °C. Найнижча зафіксована тут температура склала –41,8 °C, а найвища становила 38,9 °C. Безморозний період із температурами вищими за 5 °C триває від 84 до 169 днів, в середньому 133 дні. Тривалість вегетаційного періоду складає 147—221 день, в середньому 185 днів.
Середньорічна кількість опадів у Воронезькому заповіднику становить 653 мм, її коливання лежать у діапазоні від 435 до 867 мм. Найбільша кількість опадів випадає у червні—липні (в середньому 75—77 мм), а найменша — у лютому (41 мм) і березні (32 мм). Середня висота снігового покриву складає 48 см, з коливаннями від 3—4 см у малосніжні зими до 88 см у багатосніжні. Переважним напрямком вітрів є південний і південно-східний, хоча влітку часті північно-західні вітри.

## Географія та гідрологія
Воронезький заповідник розташований у Центральному федеральному окрузі Росії, на межі Воронезької та Липецької областей. У Воронезькій області його охоронна зона обіймає терени Верхньохавського і Рамонського районів, в Липецькій — Усманського. На півночі, сході і заході кордони заповідника пролягають через лісові масиви, з яких найвідоміший — Усманський бір. Крім того, на заході кордони охоронної зони обмежує річище Воронежа. На півдні заповідні кордони окреслюють залізничні гілки Графська — Рамонь, Графська — Анна. По периметру охоронної зони розташовані 18 населених пунктів, з яких найбільші — Рамонь (на заході), Усмань (на півночі), Краснолісний (на півдні). Обласні центри віддалені від заповідних кордонів на 40 км на південь (Воронеж) і 100 км на північ (Липецьк). З обома містами Воронезький заповідник зв'язаний залізничними і автомобільними шляхами. Адміністрація установи розташована на південному сході охоронюваної зони, поруч з Толшевським Спасо-Преображенським монастирем.

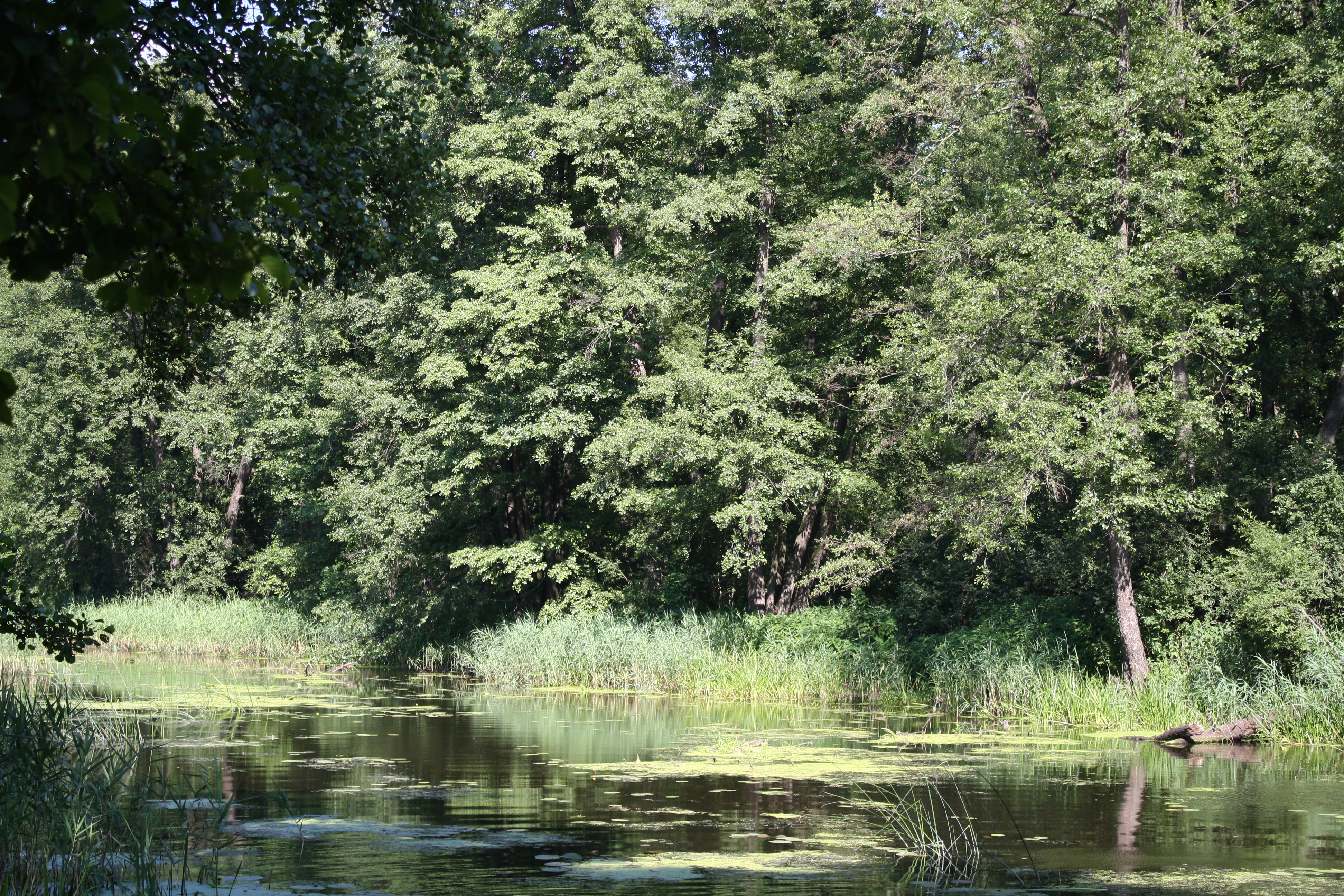
Плесо річки Усманки.

Територія Воронезького заповідника займає західну частину Оксько-Донської рівнини і знижується зі сходу на захід. Найвищі ділянки рельєфу розташовані на висоті 165—169 м над рівнем моря на вододілах річок Воронеж — Усманка і Усманка — Байгора. Найнижчі ділянки мають абсолютну висоту 90 м і знаходяться у заплаві Воронежа. За характером рельєфу терени Воронезького заповідника можна поділити на три зони: 1) піщані вододіли з буграми і численними болотистими западинами; 2) згладжені схили річок; 3) знижені горбкуваті піски у заплавах Воронежа, Усманки, Івниці. Ландшафти заповідника також діляться на три групи: 1) природні урочища — корінні ліси і осоково-трав'яні болота; 2) антропогенні саморегульовані урочища — вторинні ліси; 3) антропогенні регульовані урочища — луки, рілля, культурні насадження дерев.
Головними водними артеріями заповідника є ліві притоки Воронежа — Усманка й Івниця. Усманка бере початок за межами заповідника, протікає через нього у меридіональному напрямку. Її річище складається з декількох плес завширшки до 60 м і завглибшки 3—4 м і вузьких мілких проток, що їх зв'язують. Заплава Усманки неширока (від 300 м до 1 км), заболочена. Ця річка вбирає води близько 20 дрібних потоків, з яких найбільшими є струмки Ямний, Девіченка, Шеломенський, Ледовський, Черепахинський і Константинів. Річний стік Усманки на 70—75 % складається з талих вод, на 15—20 % — з ґрунтових вод і на 3—10 % — з атмосферних опадів.

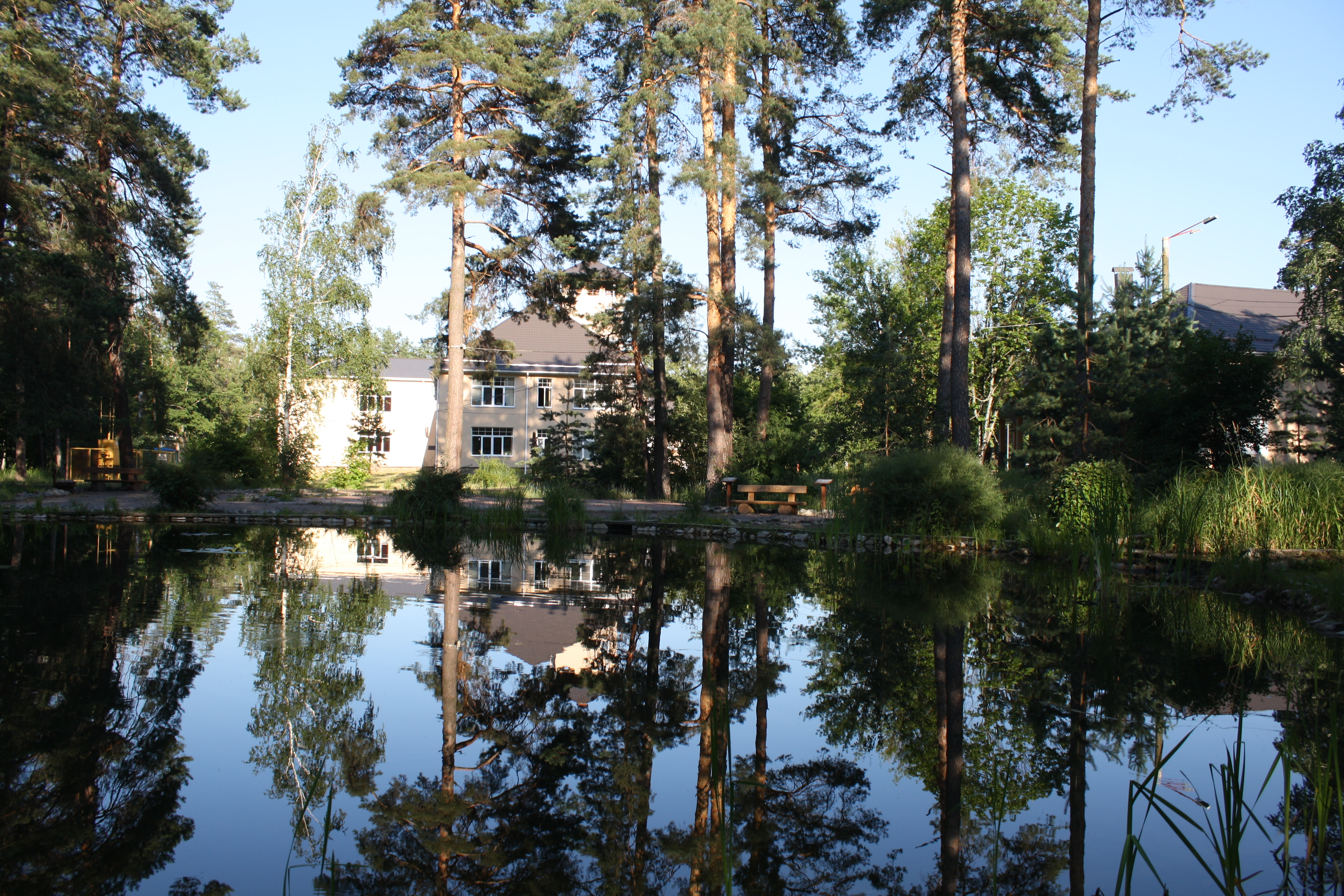
Одне із озер заповідника.

Водозбірний басейн Івниці обіймає понад половину території Воронезького заповідника. Її витоки розташовані на півночі охоронної зони, річище завширшки 3—6 м спрямоване з північного сходу на південний захід. Заплава Івниці завширшки 400—500 м, сильно заболочена. Ця річка приймає 7 приток, з яких найбільші — струмки Городянка, Ржавець, Усманьський, Каверенський і Чистоозерський. Пониззя обох річок переходять у заплаву Воронежа. В цій частині багато заболочених ділянок, з яких найбільша — Шерешків став. Утворенню боліт сприяє діяльність бобрів, які підтоплюють ліси своїми греблями. Озер у заповіднику зовсім мало і вони невеликі за площею, найбільше з них, Чисте, повністю пересихало під час посух 1936, 1972, 2008—2011 років.

## Геологія та ґрунти
Терени Воронезького заповідника лежать на річкових терасах лівобережжя Воронежа, що утворились у період четвертинного зледеніння. Корінні породи, утворені в девонському і крейдовому періодах, представлені глинами й вапняками на глибинах 55—75 м над рівнем моря. Зверху вони перекриті рихлими осадовими породами, що являють собою давньоалювіальні й флювіогляциальні відклади.
Зазначені осадові породи утворили чотири тераси: першу на висоті 6—10 м над рівнем Воронежа у межень, другу — на висоті 15—22 м, третю — на 38—45 м, четверту — на 60—65 м. Відклади першої та другої терас утворені водно-льодовими потоками валдайського заледеніння і мають легкий механічний склад. Відклади третьої тераси представлені суглинками, відклади четвертої — глинами дніпровського льодовика московської стадії зледеніння. Ці водоносні породи перешаровані пісками потужністю від 1—2 до 5—7 м. Така шаруватість підтримує високий рівень ґрунтових вод навіть на піщаних ділянках заповідної території.
У ґрунтовому покриві Воронезького заповідника переважають піщані дерново-підзолисті ґрунти. На вододілах під сухими борами сформувались слабо- і середньопідзолисті піщані ґрунти, під вологими борами — сильнопідзолені оглеєні, а під болотами — торф'яно-глеюваті. На схилах вододілів, де потужність підстеляючих пісків менша, утворились бурі опідзолені, бурі лісові та сірі лісові ґрунти, в заплавах під вільшаниками розвинуті перегнойно-глеюваті.

## Флора

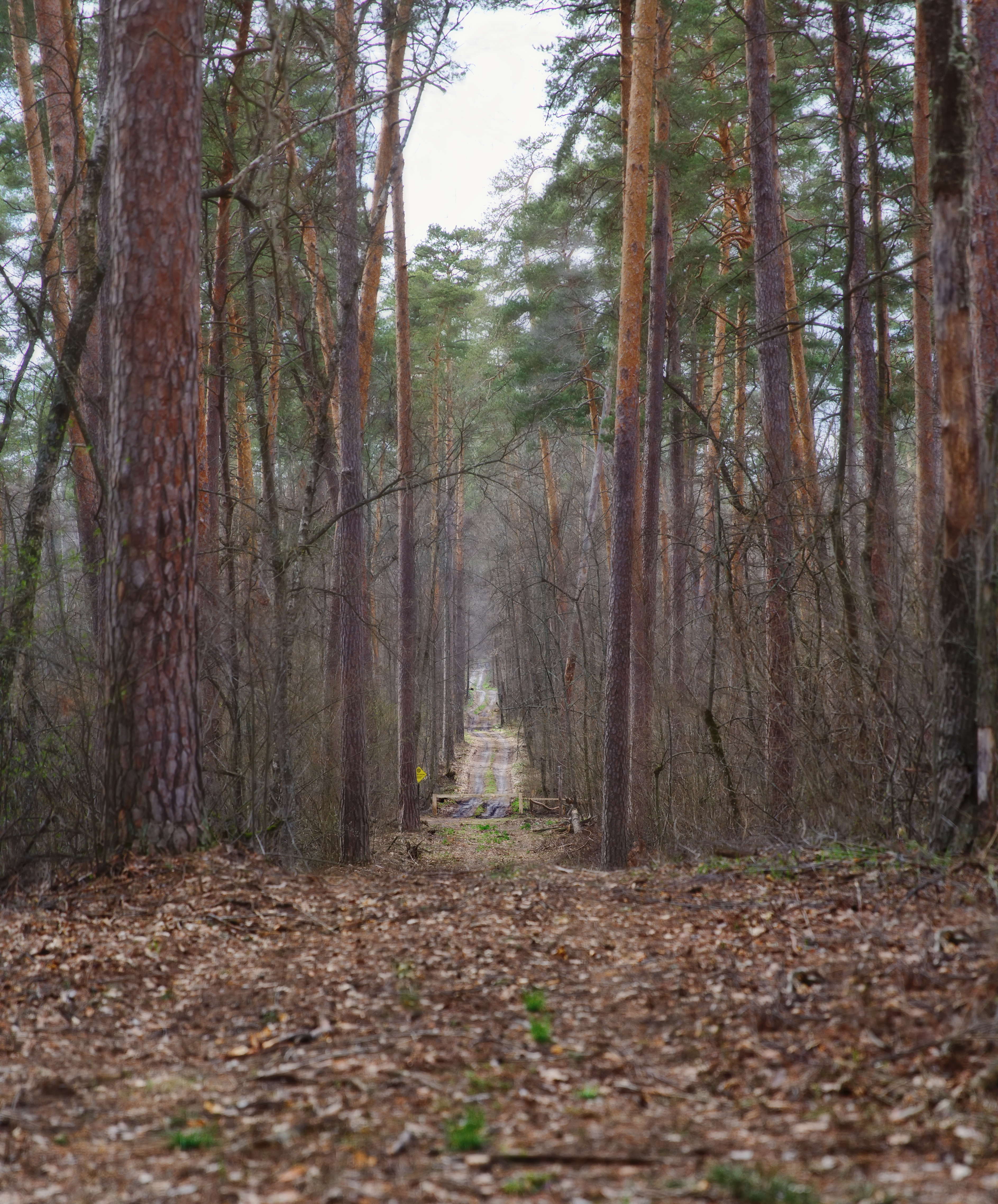
Сосновий бір.

Рослинність заповідника охоплює половину видового різноманіття флори Воронезької області. Тут зростає судинних рослин 1023 види (з них 991 квіткових), мохів — 134, лишайників — 151, грибів — 300, з цього переліку 12 видів занесено до Червоної книги Росії, 80 — до Червоної книги Воронезької області, 149 — до Червоної книги Липецької області. Таке різноманіття обумовлене тим, що охоронювана територія знаходиться на межі лісостепової і лісової зон, тому на ній можна одночасно побачити представників рослинності тундри і південних степів. До перших належать сфагнові мохи і брусниця, які трапляються на болотах, до других — зміячка пурпурова, ковила пірчаста, сон широколистий, цмин пісковий, які зростають на остепнених луках і в остепнених борах.
За геоботанічним районуванням Воронезький заповідник входить до Усманського району Боброво-Усманського округу Середньоросійської дубово-соснової провінції. Цим теренам притаманні діброви з ділянками степу, екстра- й інтразональної рослинності. До екстразональної рослинності заповідника слід віднести бори, а до інтразональної — рослинність водойм, луків, боліт і заплавних вільшаників. Основними типами рослинності у Воронезькому заповіднику є сосняки (32,3 % загальної площі), широколистяні ліси (29,3 %, здебільшого діброви), осичняки (19,3 %), березини (5,7  %), вільшаники (5,2 %), луки (3 %) і болота (2,5 %).

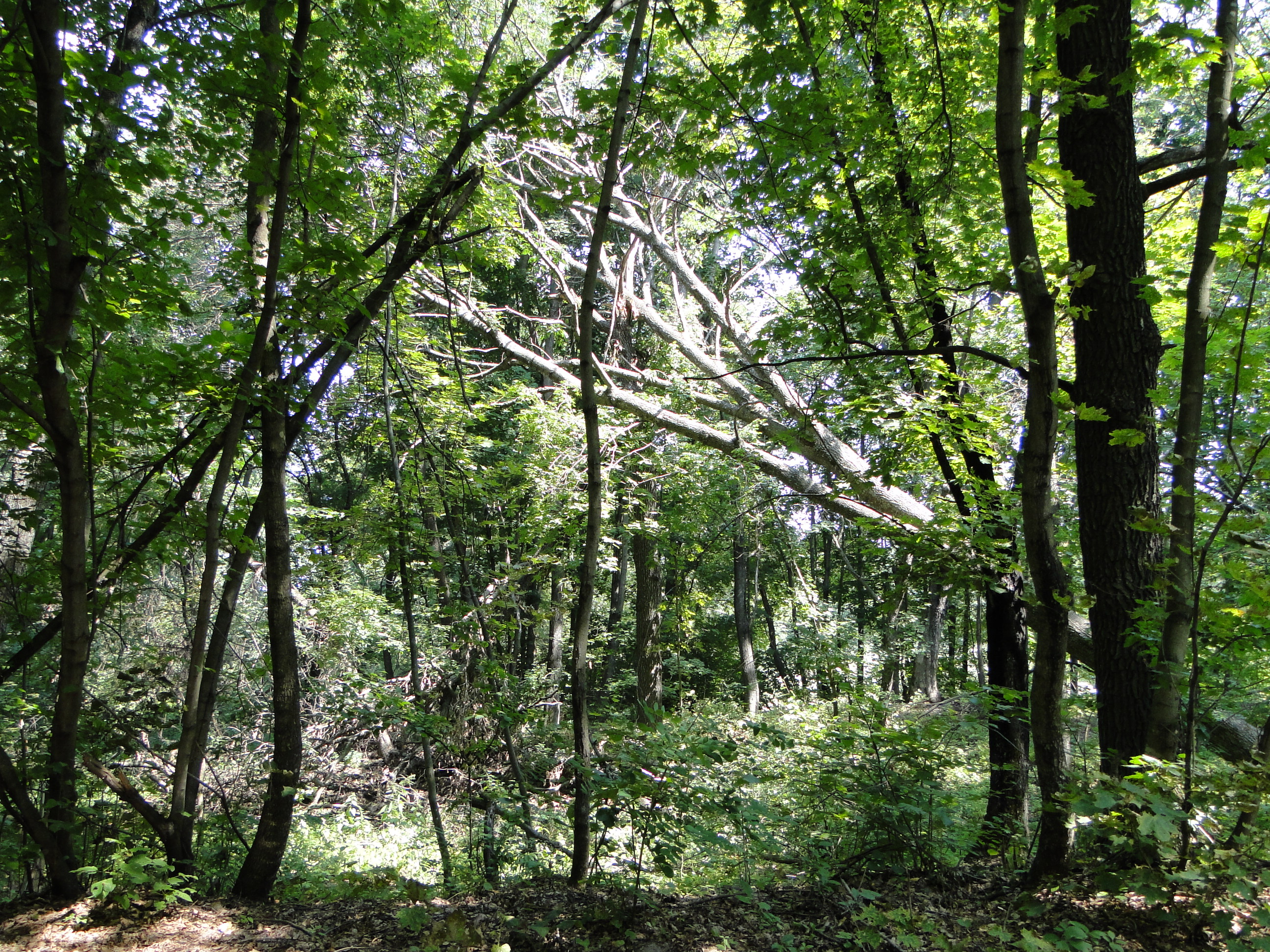
Характерний вигляд старого широколистяного лісу.

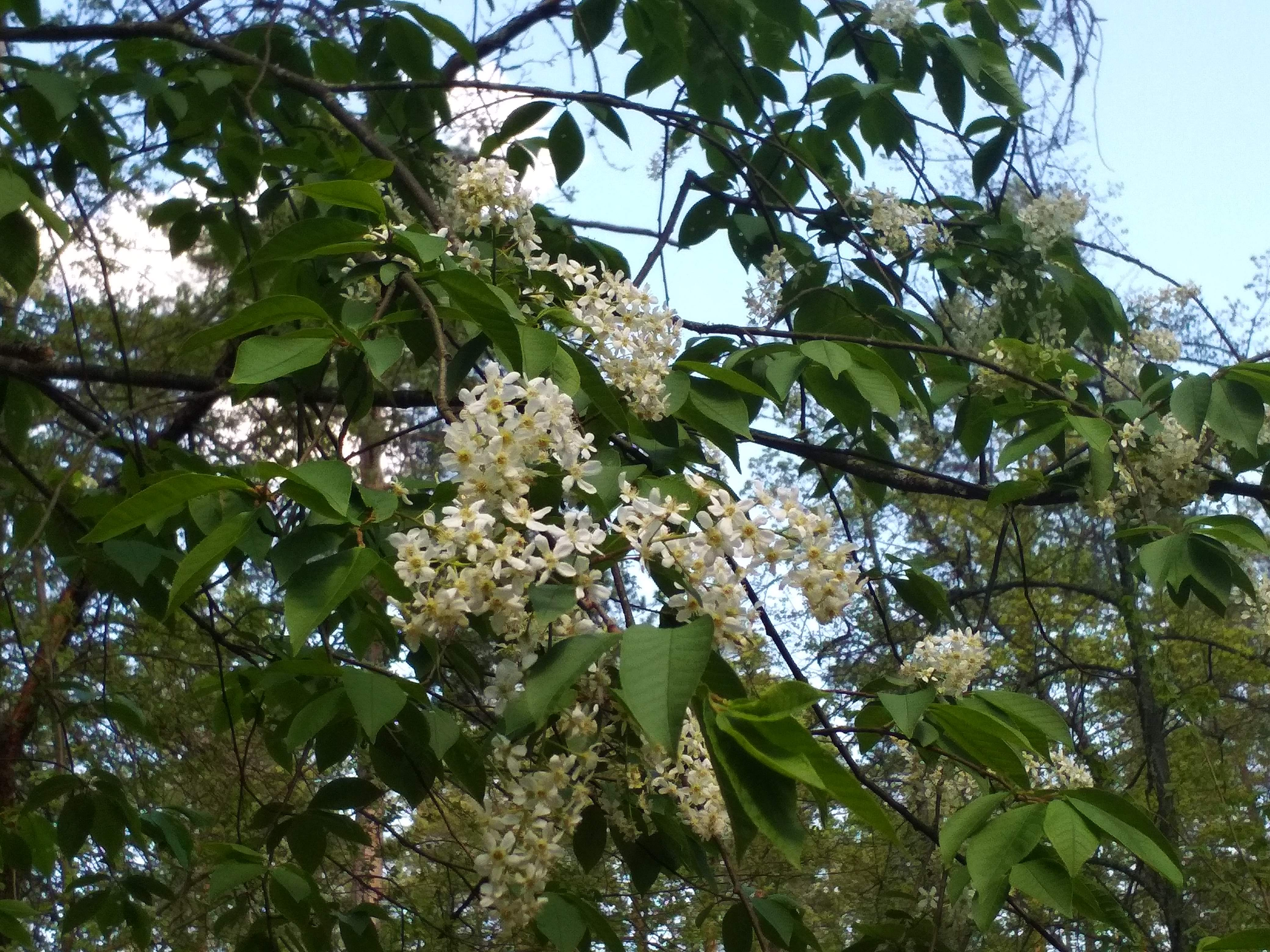
Квітне черемха звичайна — типова порода нижніх ярусів лісу.

На найбідніших ґрунтах розвинуті лишайникові і зеленомохові сосняки, в яких переважають низькі, криві, сучкуваті дерева, а в наземному покриві багато нечуйвітру звичайного, осок вереснякової і пальчастої, очитку їдкого. Лишайникові бори — найрідкісніший тип лісу, оскільки вони розвиваються на попелищах і з часом замінюються зеленомоховими сосняками. На ділянках із кращим зволоженням зростають сосняки дубово-лишайникові, дубово-зелономохові, дубово-чорничні, у другому ярусі яких багато дубів, а в підліску звичайні горобина, бруслина бородавчаста, дрік красильний, вишня степова. У трав'яному покриві таких лісів найбільш помітні вероніка сива, журавець кривавий, осоки вереснякова і пальчаста, плауни звичайний і колючий, зелениця сплющена, мохи дікранум багатоніжковий і плевроціум Шребера. Чорниця у Воронезькому заповіднику зростає на південній межі свого ареалу, її слід розглядати як залишок вже неіснуючої тайгової флори — природних ялинників. У суборах, де в першому ярусі деревостану нарівні з сосною зростають величні дуби, підлісок виглядає інакше: тут багато липи дрібнолистої, ліщини звичайної, бруслини бородавчастої, крушини ламкої, кленів звичайного, польового, татарського. У трав'яному ярусі суборів домінують зірочник, медунка, копитняк європейський, осока волосиста, яглиця звичайна, а серед злаків — просянка розлога, щучник дернистий тощо.
Заповідні діброви серед усіх лісів вирізняються найбагатшим видовим складом. Серед них за домінантним видом рослин-супутників розрізняють три типи: діброви осокові, осоково-яглицеві і черемхово-яглицеві. Крім осоки волосистої, яглиці та черемхи для дібров характерні такі представники неморальної рослинності як от: веснівка дволиста, копитняк європейський, кропива, медунки, одинарник лісовий, проліски пониклі, пшінка весняна, ряст Маршалла і паразитичний петрів хрест лускатий. У другому ярусі дібров трапляються ясен, липа, клени звичайний і польовий, в'яз, у підліску багато ліщини і бруслини.

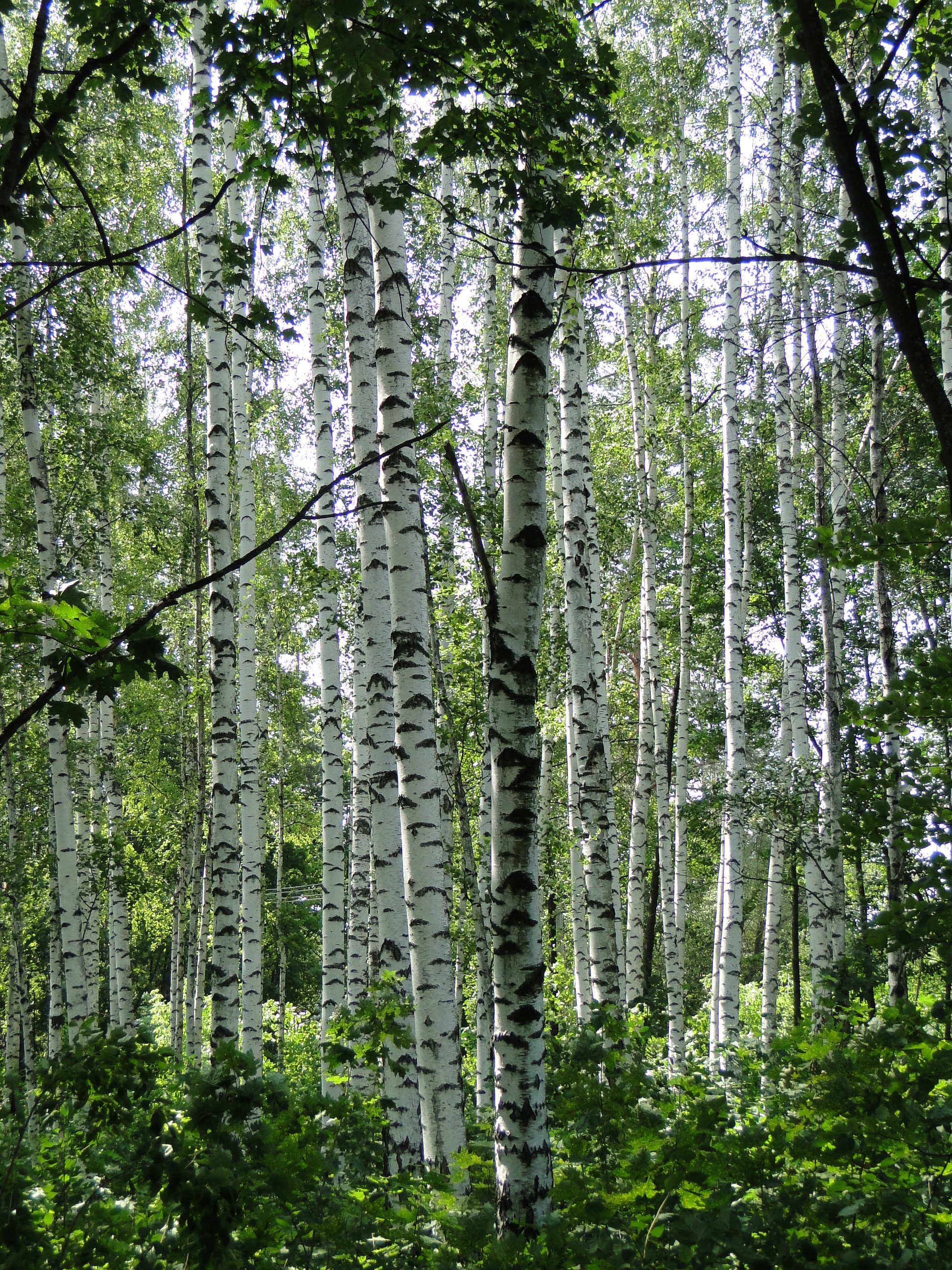
Молода березина.

Осичняки Воронезького заповідника часто носять вторинний характер, тобто розвинулись на місці вирубаних лісів із цінних порід дерев. Підлісок і трав'яний покрив в осичняках схожі на такі у широколистяних лісах, зокрема в них помітні весняні ефемероїди: анемона жовтецева, горошок весняний, зубниця п'ятилиста, зірочки тощо. Вторинні березини в XIX столітті переважали на теренах охоронної зони, але у XXI столітті майже повністю витіснені насадженнями цінніших дерев. Незважаючи не малу площу, цим лісам притаманна різнотипність. На колишніх попелищах розвиваються березини безколінцеві та орлякові, в яких у наземному покриві переважають, відповідно, злак безколінець блакитний і папороть орляк звичайний. На рівних добре зволожених ділянках ростуть березини довгомохові, де трав'яний покрив утворений зозулиним льоном звичайним. На осоково-сфагнових болотах розвиваються березини сфагнові, де в підліску трапляються різні верби, а в трав'яному покриві крім сфагнових мохів ростуть куничник, осоки, пухівки. Вільшаники у заповіднику займають найвологіші ділянки уздовж річок, вони утворені переважно вільхою чорною і вирізняються характерними високими купинами при стовбурах дерев. Через тривале водопілля і перезволоження влітку у цих лісах ростуть лише невибагливі види: у підліску — смородина чорна і ожина-ведмежина, у наземному покриві — високі трави, такі як гадючник болотяний, кропива, очерет, страусове перо звичайне тощо. Кущі і трави у вільшаниках оповиті хмелем.

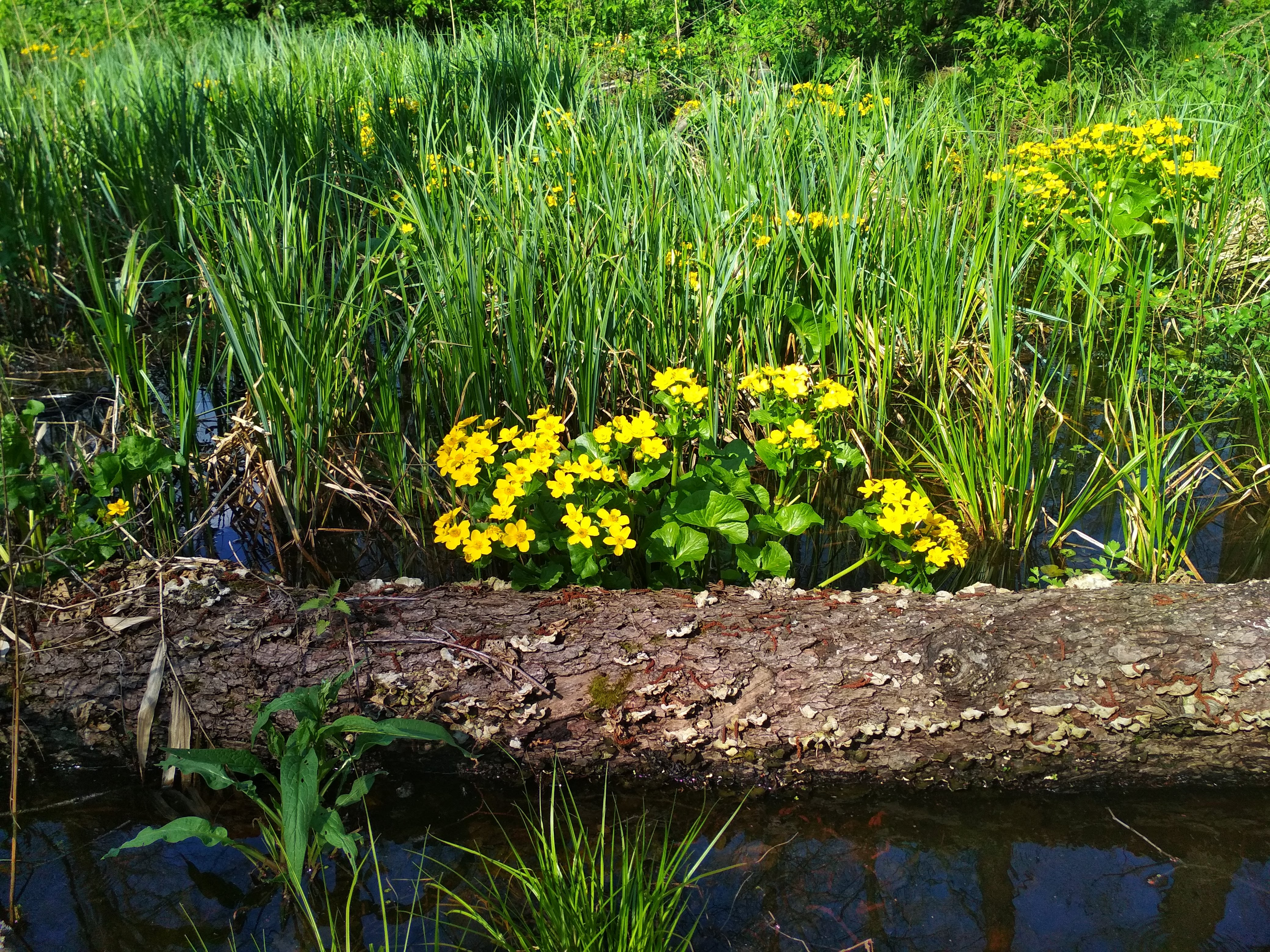
Квітне калюжниця болотяна.

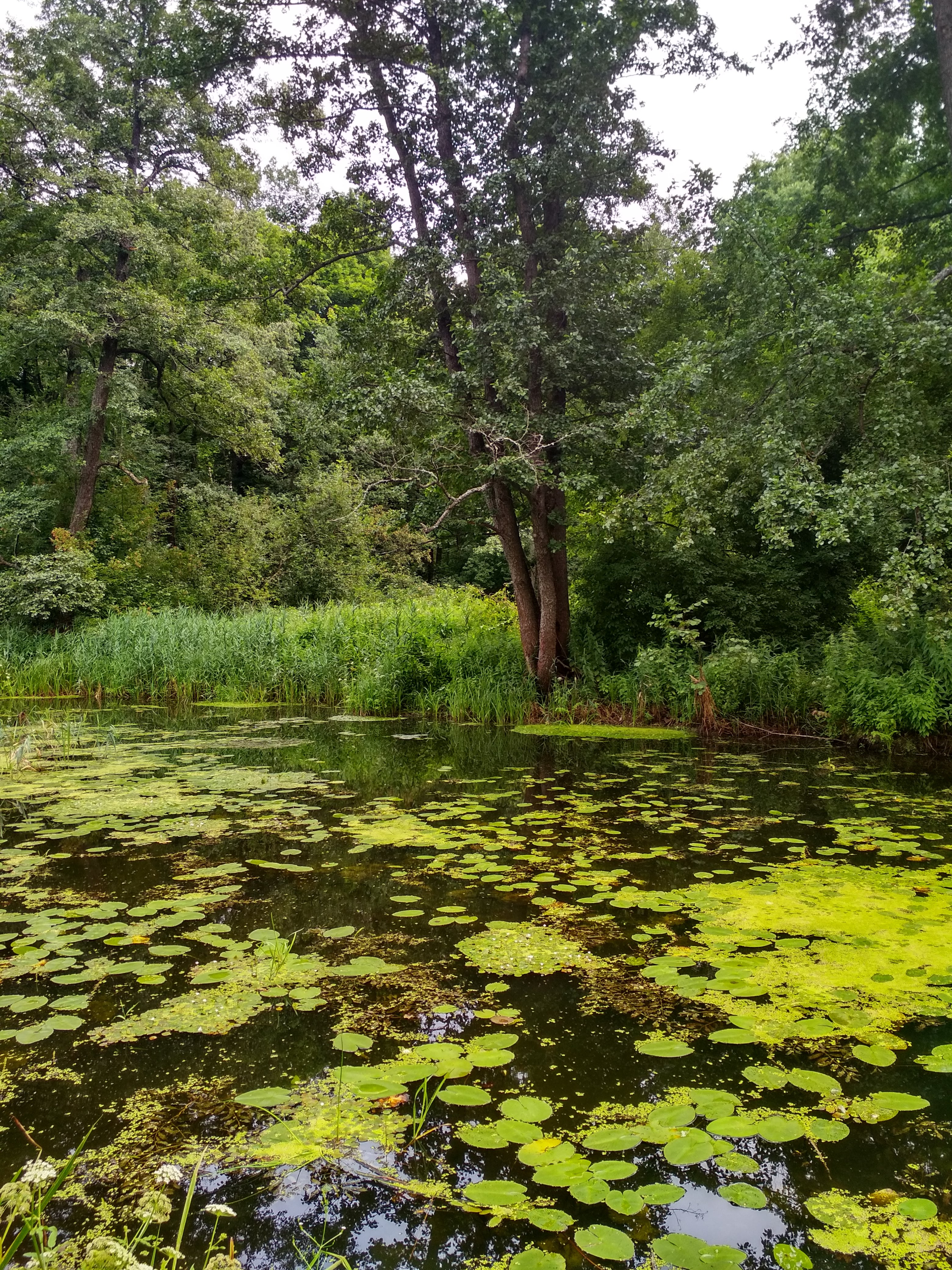
На поверхні плеса видно листя рдесника плавучого, латаття, ряски і квітучий жабурник (в центрі).

Луки Воронезького заповідника носять вторинний характер, вони з'явились на місцях пасовищ, покинутої ріллі та вирубок. На цих ділянках можна побачити багато рідкісних рослин. На вологих луках по берегах річок трапляються вовча лапа звичайна, косарики лучні і зозульки м'ясо-червоні, а на остепнених — ковила пірчаста, сон широколистий, цмин пісковий. Фоновими рослинами остепнених лук є вероніка сива, дрік красильний, зіновать руська, куничник звичайний, смовдь гірська. Болота, попри свою незначну площу, представлені трьома типами. Найбільш характерні для Воронезького заповідника болота злакові та осоково-злакові. На перших високі трави утворюють однорідний покрив, на других особини осоки омської часто формують високі купини. Найрідкіснішими є болота сфагнові, де у моховому покриві зі сфагнів ховаються представники реліктової флори, що існувала тут у холоднішу історичну добу. Зокрема, тут можна віднайти журавлину болотяну, шолудивник болотяний, а з деревних рослин — вербу лапландську.
Рослинність водойм представлена типовими гігрофітами середньої смуги. На берегах ростуть очерет і високі трави, на берегах Івниці подекуди суцільні зарості утворює страусове перо. На мілководді приваблюють погляд яскравими квітами калюжниця болотяна і півники болотяні, а глибші частини водойм зайняті глечиками жовтими, лататтям, жабурником звичайним, рдесниками. Влітку поверхню слабопроточних ділянок суцільним шаром вкриває ряска. Лише на березі озера Чисте зростає релікт післяльодовикого періоду — комишник голівчастий.
Окремої згадки заслуговують інтродуковані рослини, серед яких відомі агресивні бур'яни. Наприклад, клен ясенелистий і робінія звичайна, які часто насаджували у лісосмугах, поширились далеко за межі культури і стали витісняти автохтонну рослинність заповідника. До небажаних поселенців відносять і дівочий виноград п'ятилисточковий, чиї зарості пригнічують трав'яний покрив.

## Фауна
Фауна Воронезького заповідника включає ссавців 62 види, птахів — 230, плазунів — 7, земноводних — 9, риб — 39, круглоротих — 1, комах — 5200. Для місцевої фауни характерне поєднання тайгових, неморальних і степових видів.
Серед комахоїдних тварин наймасовішими є мешканці лісів: їжак південний, мідиця звичайна і мала. У житлі людей оселяється білозубка мала, а на берегах водойм часто можна натрапити на рясоніжку велику. Та жоден з цих видів не настільки цінний як реліктова хохуля руська. Популяція цієї тварини в Східній Європі в загрозливому стані, тому хохуля як вид, занесений до Червоної книги Росії, у Воронезькому заповіднику перебуває під особливою охороною. Екологічними дублерами наземних комахоїдних у повітрі виступають кажани. Цей ряд представлений у заповіднику 12-ма видами. Найбільші з них за розміром (вечірниці велетенська, мала, дозірна) вилітають рано ввечері, вночі полюють дрібніші вухань звичайний, лилик двоколірний, пергач пізній, нетопири лісовий і карлик. Простори над водоймами особливо приваблюють нічниць: ставкову, водяну, вусату, війчасту.

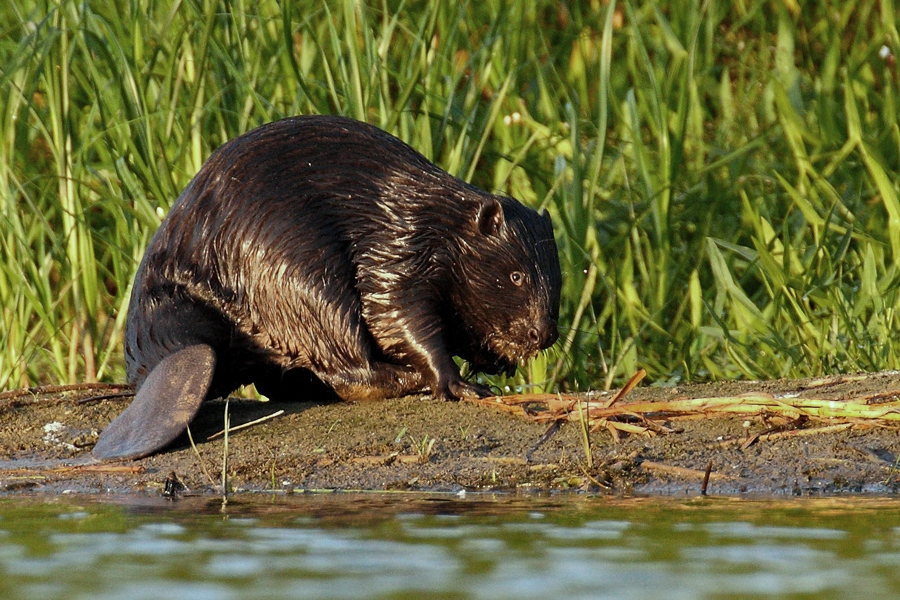
Бобер європейський.

Ряд зайцеподібних у заповіднику представлений зайцями білим та сірим, причому перший вкрай рідкісний, а другий звичайний, хоча і нечисельний. Натомість, гризуни у Воронезькому заповіднику дуже різноманітні. З наземних видів у різних типах лісу оселяються житник пасистий і полівка звичайна, в той час як мишаки жовтогрудий і уральський тяжіють до дібров. В очеретяних заростях ховаються дрібні мишки лучні. Поблизу людського житла воліють селитися пацюки сірий і чорний, хатні миші. Рекордсменами за густиною популяцій залишаються нориця руда і щур водяний. З деревних видів звичайні вивірки і соні лісові. Та найбільше увагу зоологів привертають ондатри і бобри. Ондатри з'явились на охоронюваній території після 1981 року, наразі їхня чисельність низька. Бобри ж були головним об'єктом спостережень від заснування Воронезького заповідника. Завдяки ефективній охороні їхня популяція в межах заповідника налічує 300 особин і залишається стабільною. Натомість, дуже рідкісними стали мешканці відритих просторів — тушкан великий, ховрах крапчастий, хом'як звичайний.
З 12 видів хижих звірів найчисельнішими є куниці лісові та борсуки (близько 150 особин), також звичайні тхори лісові і видри річкові, причому останній вид самостійно вселився до охоронної зони й успішно відновив свою чисельність у XX столітті. Менш помітні, але трапляються регулярно тхори степові, куниці кам'яні, ласиці. Рідкісні горностаї, а європейські норки взагалі витіснені агресивним і плодючим американським візоном, який у Воронезькому заповіднику натуралізувався і став шкоди хохулям. З великих хижаків багато лисиць (близько 100 особин) і єнотоподібних собак (близько 120 особин). Чисельність вовків стабільно тримається в межах кількох десятків, ці звірі найбільше впливають на чисельність бобрів, оленів і сарн.

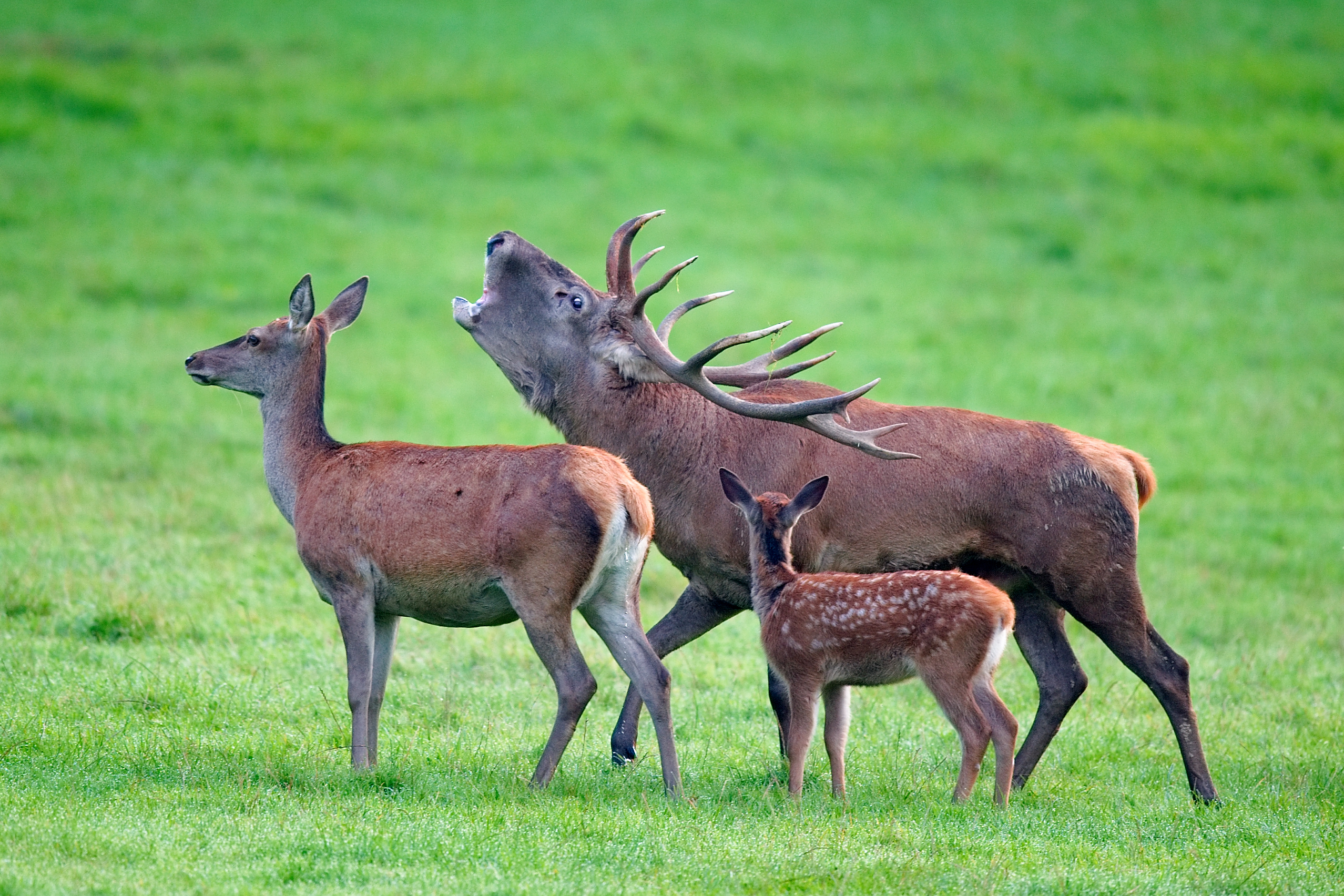
Родина благородних оленів.

З 4 видів копитних лише сарна належить до аборигенної фауни. У заповіднику ці тварини мешкають в усіх стаціях, їхня чисельність становить кілька сотень голів. Олені раніше в місцевих лісах не жили. Їх завезли у 1870—1880-х роках до однієї з рамонських садиб, звідки вони втекли під час Громадянської війни. Оленів почали охороняти як важливий об'єкт мисливства, внаслідок чого у 1950-х роках їхня чисельність сягнула 1500 голів. Це спричинило критичне навантаження на рослинний покрив лісів, тому тварин стали відловлювати і переселяти в інші місця. Наразі їхня чисельність не перевищує кількох десятків. Так само нечисельні лосі. Натомість чисельність диких свиней перевищує 1000 особин.
З-поміж усіх птахів Воронезького заповідника на його території гніздуються 137 видів (63 %). Найбільшим числом видів представлені ряди горобцеподібних, соколоподібних, сивкоподібних, гусеподібних. У верхньому ярусі дерев гніздуються такі дрібні пернаті як вивільга, співочий і чорний дрозди, дрізд-омелюх, зяблик, зеленяк, крутиголовка, синиця велика, у нижньому — вівсянка звичайна, вівчарики весняний і жовтобровий, вільшанка, соловейко, щеврик лісовий. У лісах Воронезького заповідника багато дятлів, яких приваблює велика кількість старих дерев. З них найчисельнішим є дятел звичайний, також доволі часто трапляються дятел білоспинний, малий, середній, жовна сива і чорна. Натомість голуби нечисленні і представлені трьома видами: голубом-синяком, горлицею звичайною і припутнем. Там, де дятли залишають багато дупел, облаштовують свої колонії звичайні шпаки. Взимку у лісах стають чисельними і помітними повзики, підкоришники, синиці довгоховсті та блакитні, до них приєднуються пернаті, що прилітають в заповідник лише на зимівлю (омелюхи звичайні, снігури), а сойки скупчуються на місцях годівлі у дібровах. Типово тайгових птахів, як от чижа або синицю чорну, спостерігали рідко.
Мешкають у лісах, а годуються на відкритих місцинах дрімлюга і мухоловка сіра. Зарослі галявини найбільш до вподоби костогризу, кропив'янці рябогрудій і сорокопуду терновому. Лише на остепнених ділянках відмічені перепілки і куріпки. Натомість на луках, болотах і в очеретах гніздуються такі птахи як вівсянка очеретяна, кобилочки річкова і солов'їна, очеретянки лучна і чагарникова, плиска жовтоголова. Урвисті береги придатні для норок блакитних рибалочок і звичайних бджолоїдок, а на піщаних пляжах гніздуються дрібні кулики — набережник і пісочник малий. Перелік дрібних пернатих заповідника завершують синантропні види, які облаштовують гнізда в населених пунктах. До таких належать вельми чисельні горобці хатні, горлиці садові, ластівки міські й сільські, серпокрильці чорні, сичі хатні, шпаки звичайні.

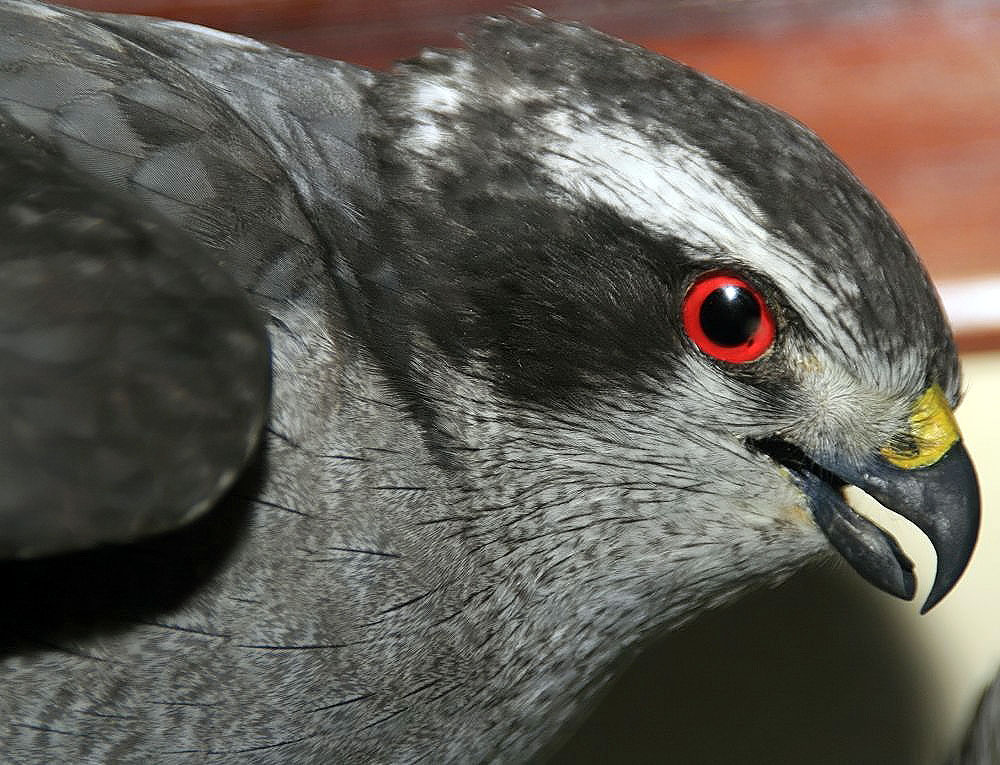
Самець яструба великого.

З великих птахів заповідника найбільш помітні перелітні кулики (брижач, грицик великий, коловодник великий тощо) і качки (крех великий, свищ, шилохвіст, широконіска), до яких долучаються зграї чорних крячків, звичайних мартинів, великих і чорношиїх пірникоз. Рідше на перельотах помічали гоголів, лебедів, чирянок малих. Слід зазначити, що деякі представники цих рядів пернатих, як от крижень, крячок білокрилий, слуква, чирянка велика гніздуються у заповіднику, однак влітку малопомітні. Лелека білий хоча і звичайний у заповіднику, однак залітає здебільшого на пошуки корму. У вільшанику на березі Івниці існує колонія сірих чапель, в якій мешкають до 150 особин. Один з найбільших птахів Східної Європи — журавель сірий — гніздується щорічно у заповідних заплавах (6—15 пар).
У Воронезькому заповіднику регулярно гніздуються сірі сови, а в роки з високою чисельністю гризунів також збільшується чисельність вухатої і болотяної сов. В охоронній зоні відмічено 15 видів денних хижих птахів, однак переважна більшість з них нечисельні. Звичайними видами у лісах можна вважати канюка і яструба великого, в прирічкових заростях — луня очеретяного, а на луках — луня лучного. Також спостерігали гніздування балабана, змієїда, луня степового, орла-могильника, орлана-білохвоста, підорлика великого, підсоколика великого. З рідкісних видів сюди залітають беркут, орел-карлик, осоїд, скопа, шуліка чорний. В XX столітті у Воронезькому заповіднику щезли тетеруки і пугачі.

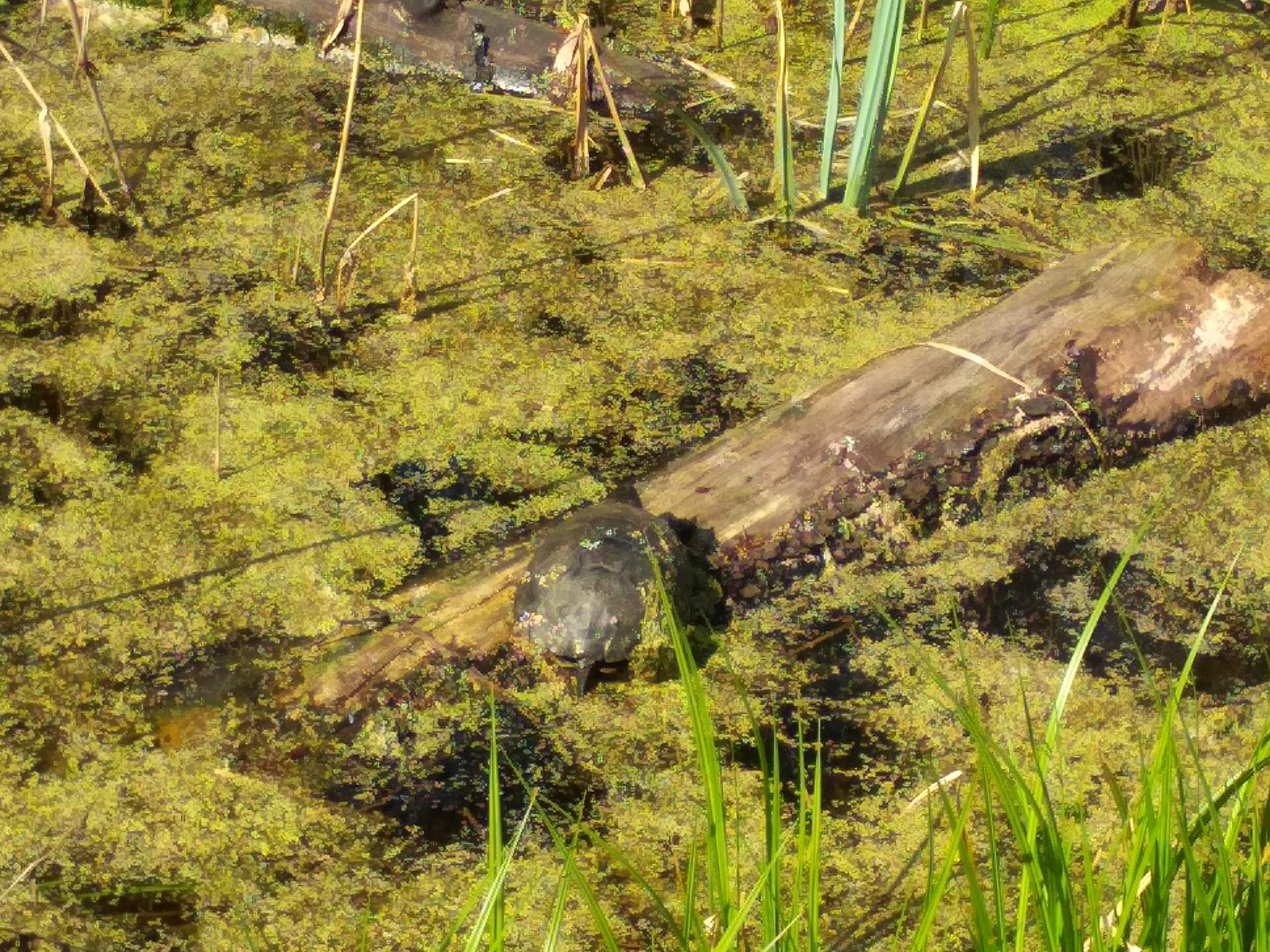
Європейська болотна черепаха в околицях заповідника.

Герпетофауна заповідної території складена видами різних природних зон. Найчисельнішими є представники середньої смуги — ящірка прудка і вуж звичайний, які мешкають у всіх біотопах. Звичайна представниця лісостепової зони — гадюка Нікольського. Рідко трапляються мідянка звичайна, веретільниця (представниця західного регіону) і ящірка живородна, притаманна північним районам. Болотна черепаха європейська мешкає по всій території заповідника, хоча її популяція нещільна. Оскільки у Воронезькому заповіднику багато водойм і вологих лісів, земноводні на його теренах чисельні й різноманітні. У водоймах постійно мешкають жаби ставкова, озерна, їстівна, а також кумка червоночерева. Як у водоймах, так і в прирічкових заростях трапляються тритони звичайні, а от жабу гостроморду і часничницю звичайну можна побачити взагалі в будь-яких вологих місцинах. Рідкісна для Воронезької області ропуха звичайна у заповіднику звичайна, натомість ропуха зелена найменш чисельна.

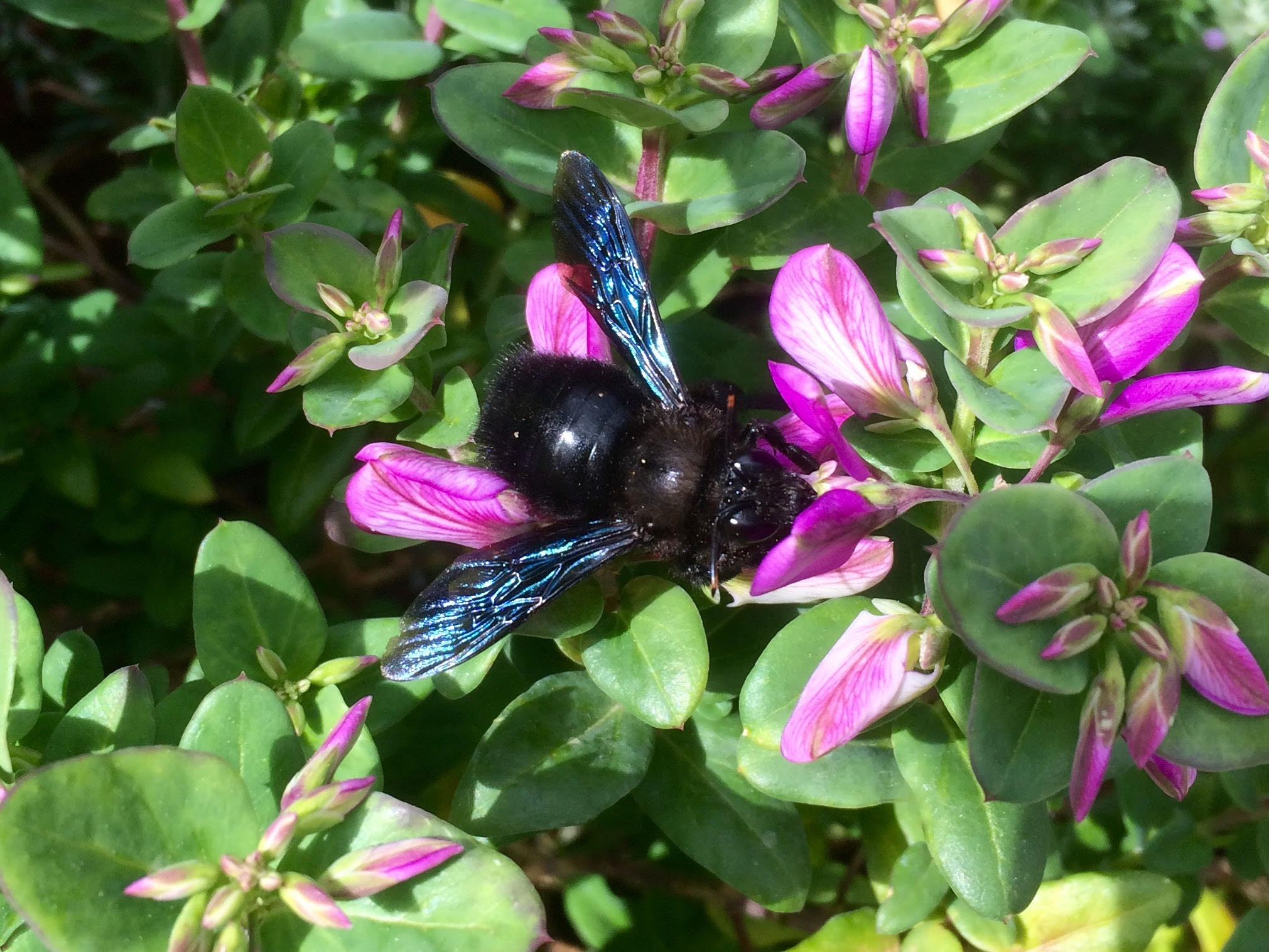
Ксилокопа фіолетова.

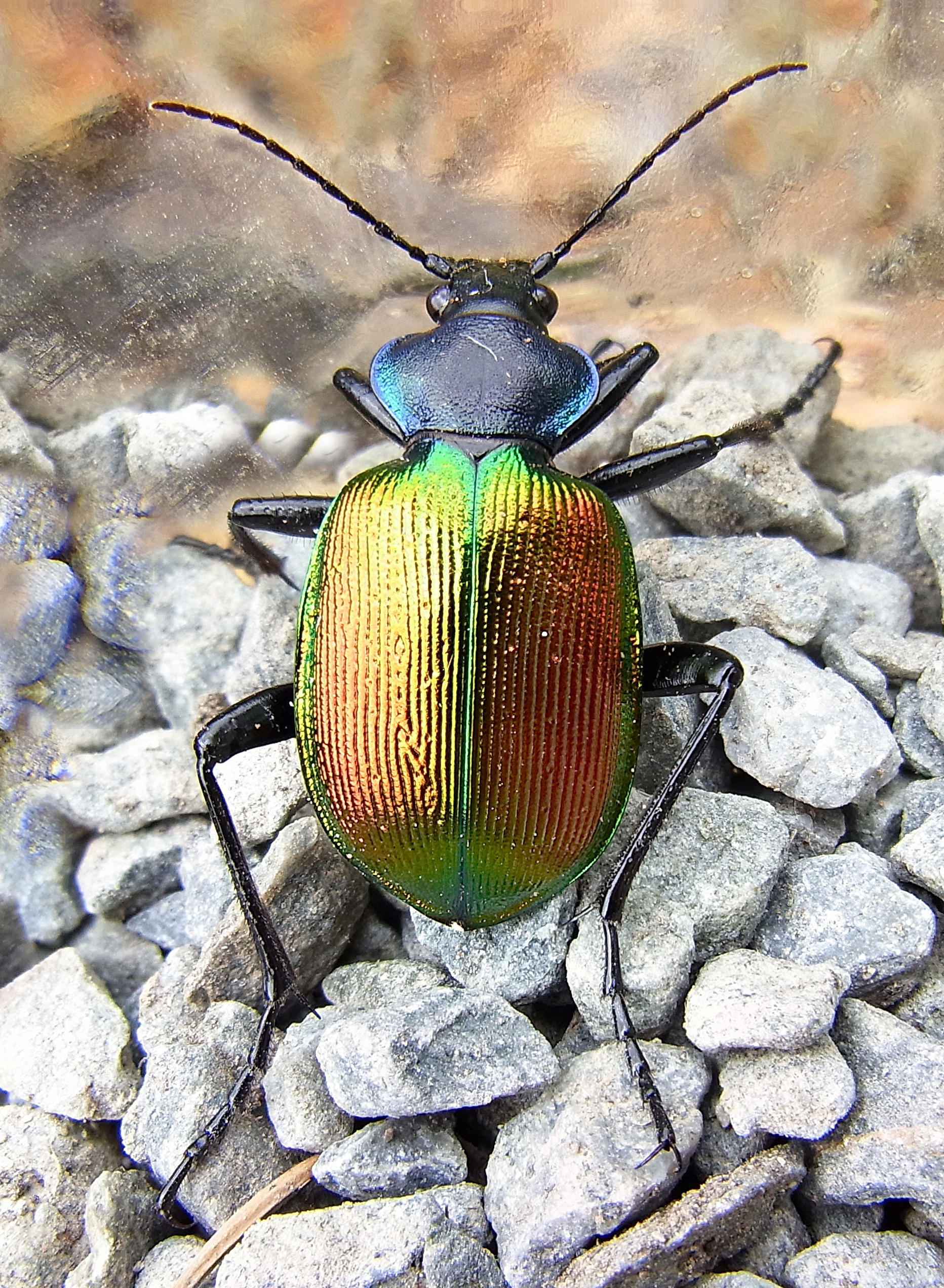
Красотіл пахучий.

З усього різноманіття риб, відмічених у заповідних водоймах за всю історію спостережень, наразі в Усманці мешкають 18 видів, а в Івниці — 10. Головні водні артерії охоронної зони особливо багаті на таких риб, як верховодка, вівсянка, краснопірка, окунь, плітка, плоскирка. Звичайні в їхніх водах в'юн, в'язь, йорж, лин, минь річковий, пічкур та щука. Зрідка ловляться гірчак європейський, сріблястий і золотий карасі. У річці Воронеж іхтіофауна багатша, тут крім зазначених видів мешкають білизна, бичок-цуцик, головень європейський, лящ, пічкур білоперий, синець, сом, судак. Також у Воронезькому заповіднику знайдено один вид круглоротих — міногу українську.
В ентомофауні заповідника переважають твердокрилі (близько 1500 видів), перетинчастокрилі (понад 1200 видів), двокрилі (понад 1000 видів), лускокрилі (понад 700 видів) і напівтвердокрилі (понад 400 видів). Для заповідної ентомофауни характерно поєднання північних тайгових елементів з південними (неморальними, степовими і середземноморськими), однак тайгові комахи знаходяться тут на південній межі свого ареалу, тому існує тенденція до їхнього зникнення. Найбільш різноманітні жуки у дібровах, тут оселяються різноманітні туруни, короїди, вусачі, золотисті бронзівки, жук-олень і жук-носоріг європейський. Серед різноманітних падальників деструкцією деревини та іншої органіки займаються личинки жуків-рогачів, мертвоїдів, лісових гнойовиків, мух роду Calliphora, грибних комарів. В окремі роки спостерігають спалахи розмноження листовійки Tortrix viridana, однак вони носять локальний характер. У соснових борах видове розмаїття комах менше, в цих екотопах головну роль грають жуки Acanthocinus aedilis і Chalcophora mariana, що паразитують на сосні, а також їхні природні вороги — мурахи Formica polyctena і Formica rufa.
На відкритих просторах — луках і галявинах — найбільш помітні прямокрилі (з яких наймасовіший коник Decticus verrucivorus), клопи-щитники, мухи-дзюрчалки, риючі оси, бджоли і метелики. Фоновими видами серед останніх є білани (особливо цитринець), синявці і різноманітні сонцевики: будяковий, кропив'яний, адмірал, жалібниця, павиче око. З-поміж бджолиних дуже цінними видами є джмелі та ксилокопа фіолетова. У водоймах мешкають плавунці, водомірки, а над берегами літають бабки Coenagrion scitulum, Lestes sponsa, Libellula fulva, Sympetrum vulgatum, волохокрильці, веснянки, ґедзі, комарі (в тому числі комарі-довгоноги і дзвінцеві), мошки, мокреці, одноденки.
Серед рідкісних комах у Воронезькому заповіднику відмічали красотіла пахучого, туруна Щеглова, бджолу сколію степову, метеликів ведмедицю-господиню, бражника мертву голову, махаона, мнемозину, подалірія, стрічкарок блакитну й орденську малинову. Особливу цінність становить вузький ендемік Schizoturanius dmitriewi. Інші групи безхребетних ретельно не досліджені, неповні відомості стосуються лише черевоногих м'якунів і дощових червів.

## Стан екосистем
Ліси Воронезького заповідника зазнавали антропогенного впливу з XVII сторіччя. Вибіркове вирубування найкращих «корабельних» сосен унеможливило нормальне відтворення хвойних деревостанів, внаслідок чого у XIX столітті більша частина борів була заміщена березою (75 % площі) і дубом (12 %). В свою чергу, ці породи також вирубали, але менш ощадним способом — суцільними лісосіками. Згодом ці ліси замінили осичняки, здатні швидко відновлюватись порослю. Із встановленням заповідного режиму знов почали насаджувати цінні породи дерев, тому в XXI столітті значною мірою корінні типи рослинності у заповіднику відновлені. Однак лісівничі роботи в першій половині XX століття мали і негативний бік. Тоді інтродукували чимало екзотичних дерев: іргу, горіх маньчжурський, леспедецу, робінію звичайну, тополю білу. З них особливо добре прижилася робінія, яка вийшла за межі культури і самостійно розселилася по навколишній території. Її суцільні деревостани практично не мають рослин-супутників, тому такі ділянки — «мертві» плями в заповідних екосистемах. Наприкінці XX століття до навали робінії долучилися ще два самостійних вселенця — клен ясенелистий і дівочий виноград п'ятилисточковий. Обидва агресивно витісняють аборигенні рослини.
Негативного впливу зазнала гідрологічна мережа заповідника. Наявність поблизу його кордонів населених пунктів, полів, ферм і пляжів обумовила значне забруднення Усманки мінеральними добривами, отрутохімікатами, побутовим сміттям і стоками. Наразі річкова мережа охоронної зони грає роль буфера, в якому очищуються води з верхів'їв Усманки. З іншого боку, занепад сільського господарства, зменшення експлуатаційного навантаження на пасовища й луки охоронної зони сприяли їх швидкому заростанню деревами і чагарниками. Хоча така рослинність і є природною, однак її панування небажане, оскільки зменшує видове різноманіття. Наприклад, у Воронезькому заповіднику щезли ломиніс цілолистий, синяк червоний, залишилось тільки одне місцезростання сону широколистого. Задля збереження степової рослинності практикують косіння відкритих ділянок. Після посухи 1972 року вкрай незначними стали і площі під журавлиною, зникла росичка круглолиста.
Неоднозначними були зоотехнічні заходи, які спочатку провадили в заповіднику. Сприяння таким цінним видам дичини як олені й дикі свині обумовило стрімке зростання їхньої чисельності з наступним підривом кормової бази і кризою перенаселення. Наслідками цього стало зменшення частки певних чагарників (бруслин, ялівцю) у деревостанах. Якщо бруслина після відселення оленів відновилась, то ялівець залишається рідкісним на теренах заповідника і до сьогодні. Відселення диких свиней не було настільки ефективним, як оленів. Через високу щільність їхньої популяції з травостою випадають деякі уразливі види рослин (перш за все, орхідеї). Негативною виявилась акліматизація візона, єнотоподібного собаки, скунса, сріблясто-чорної лисиці. Якщо два останніх звіра не прижились, то візони й собаки стали домінувати в екосистемах заповідника. Присутність візона повністю витіснила аборигенну європейську норку, а також сильно зменшила чисельність реліктової хохулі. Єнотоподібний собака конкурує за нори з борсуком і лисицею.
У буферній зоні заповідника і поблизу його кордонів трапляються випадки браконьєрства, час від часу виникають лісові пожежі.

## Наукова діяльність

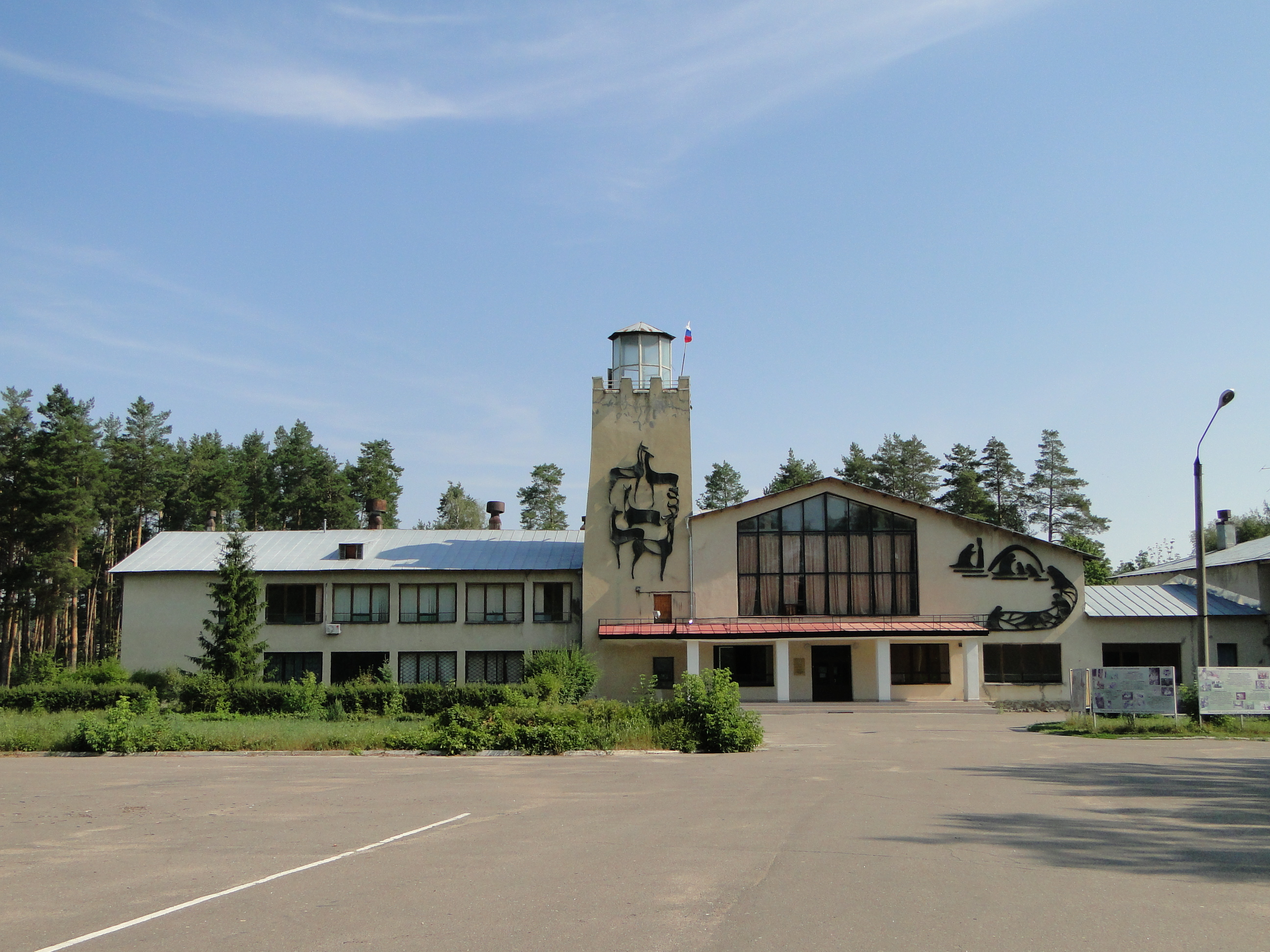
Адміністративний центр заповідника.

Наукові дослідження у Воронезькому заповіднику були переважно зоологічного профілю. Ще у 1931 році тут відкрили біостанцію, у 1932 — метеостанцію, у 1933 — гідрологічний пост, інформація з якого дозволяла ретельно дослідити заселені бобрами річки. Картографування бобрових оселищ здійснили у 1933 році. 1932 року відловили 26 бобрів, яких тимчасово розмістили у вольєрах в колишній монастирській трапезній. Згодом цей пункт перетворився на перший в світі дослідний бобровий розплідник. Успіхи в його роботі не забарились: вже у 1934 році отримали перших бобренят у неволі і тоді ж відправили 8 тварин для акліматизації в Лапландський заповідник, до 1935 року чисельність бобрів у Воронезькому заповіднику зросла з 20—30 до 450 особин. В наступні роки розплідник став головним майданчиком для досліджень біології бобрів. На його базі було здійснено чимало наукових відкриттів стосовно генетики окрасу, харчування, розмноження, етології, паразитарних хвороб цих тварин. До 1977 року із Воронезького заповідника переселили 3000 бобрів у 52 регіони СРСР, а також в ПНР, НДР і КНР. Цінні популяції бобрів з чорним хутром (рецесивна ознака) створили в Хоперському і Печоро-Ілицькому заповідниках. Загалом половина східноєвропейської популяції цього виду походить від воронезьких тварин. Відновлення чисельності бобрів було настільки успішним, що в СРСР вже 1963 року дозволили на них полювати.

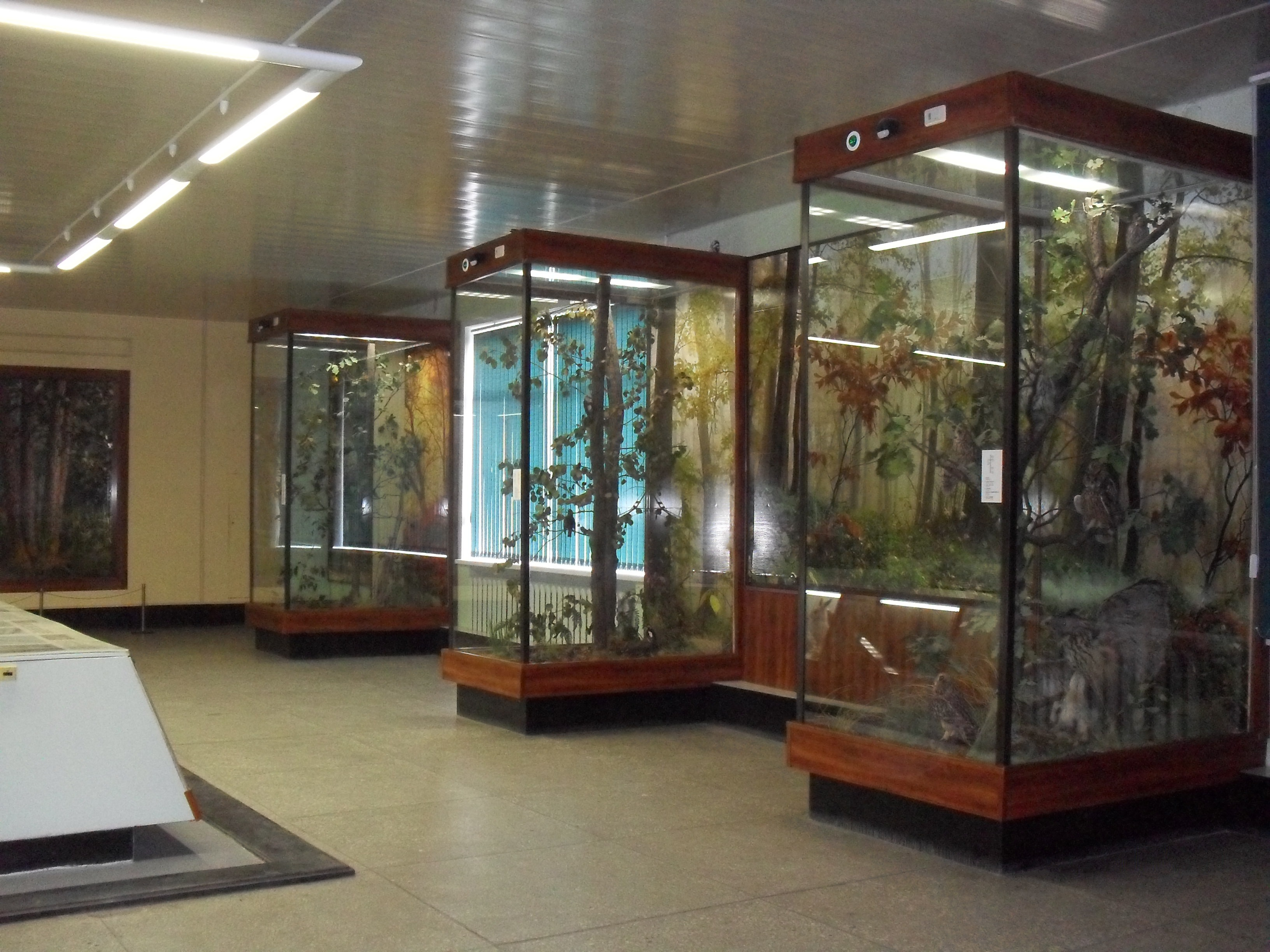
Експозиція Музею природи.

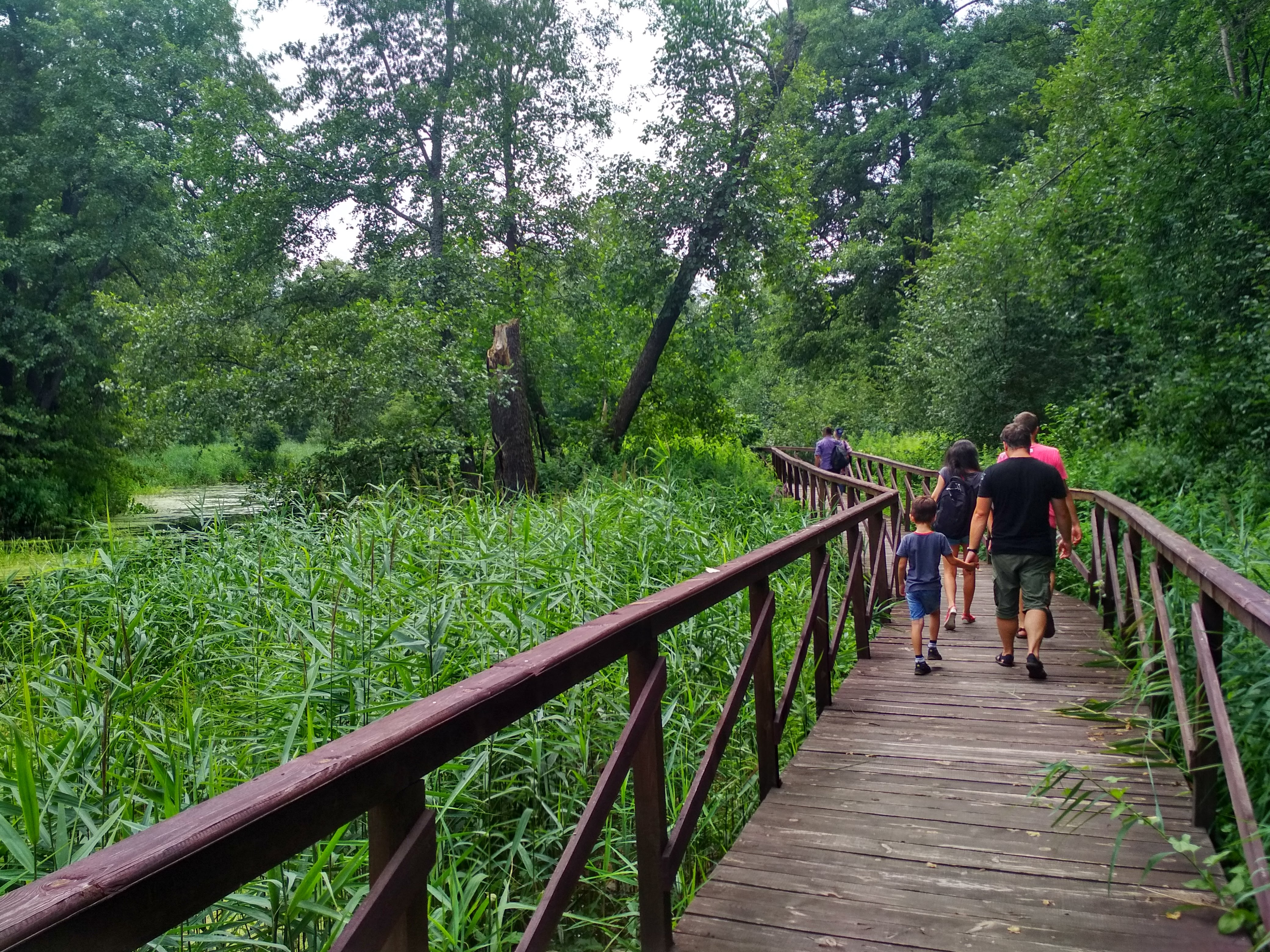
Екологічна стежка для екскурсантів.

Особливо значну роль у діяльності розплідника зіграли В. К. Хлібович, М. С.Лавров, а гельмінтологічні дослідження в ньому перетворились на окремий напрямок роботи. У 1940 році в заповіднику провели Союзну гельмінтологічну експедицію під проводом професора І. В. Орлова, 1951 року В. О. Ромашовим створено Лабораторію паразитології. До 1975 року цим вченим було всебічно досліджено 38 видів бобрових паразитів і 50 бобрових хвороб, відкрито 3 види гельмінтів, 11 видів кліщів.
Ще одним напрямком наукових досліджень у Воронезькому заповіднику стали біотехнічні заходи. Нагальність таких дослідів обумовлювала перенаселеність угідь копитними. 1964 року зоолог В. О. Комаров винайшов новий тип мисливської кулі («куля Комарова»), яка при влучанні вводила тварині транквілізатор. Розроблений ним метод іммобілізації оленів застосовували з 1966 по 1995 рік, за його допомогою відселили 3228 тварин. Для переселення диких свиней мисливствознавець заповідника Н. М. Комов винайшов пастку, застосування якої дозволило зловити неушкодженими і переселити 1252 кабана. Воронезький заповідник у другій половині XX століття був провідним центром з іммобілізації тварин: тут виготовляли кулі, проводили тематичні семінари, стажування, в якому взяли участь спеціалісти з 50 країн.
З інших напрямків наукової діяльності у Воронезькому заповіднику приділяли увагу здебільшого флористичному. Геоботанічні дослідження започатковані в 1929 році М. В. Ніколаєвською, яка створила геоботанічний профіль. У 1936 році лісівник М. П. Скрябін проводив спостереження за ростом і зміною основних порід дерев, він заклав понад 100 постійних дослідних майданчиків. У 1938 році в заповіднику створили лабораторію біологічного захисту лісу. У цьому підрозділі вирощували трихограм — природних ворогів важливого паразита сосни Bupalus piniaria, культуру грибка «білої мускардини», яку застосовували проти підкорових клопів. Крім того, працівники заповідника займались розселенням лісових мурах, приваблювали комахоїдних птахів і кажанів. З 1936 року заповідник видає «Літопис природи», також виходять Труди Воронезького заповідника і тематичні збірки. Установа має наукову бібліотеку, гербарій (близько 9000 видів), ентомологічне зібрання (4500 видів), колекції гельмінтів (200 видів), птахів (142 види) і ссавців (1600 експонатів).

## Просвітництво і туризм

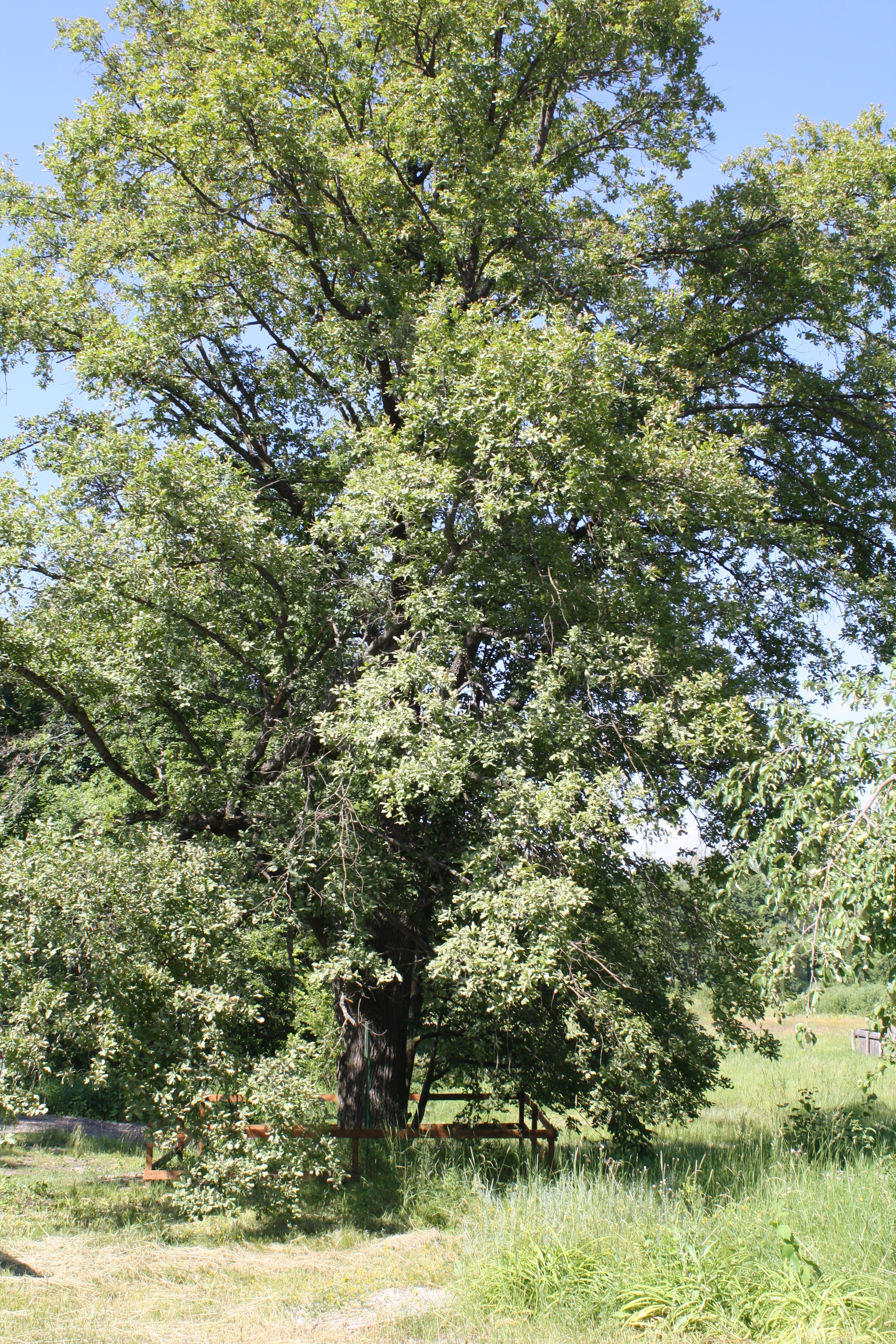
Дуб-довгожитель.

З початку існування Воронезького заповідника природоохоронне просвітництво належало до його функціональних задач. У 1934 році тут відкрили Музей природи. Найбільш цінні з його перших експонатів представлені і в сучасній колекції. 1984 року музей було суттєво оновлено, наразі його експонати знайомлять відвідувачів з різноманіттям місцевих птахів і звірів. За всю історію існування музей відвідало близько мільйона екскурсантів. Крім нього у заповіднику працюють ще два музеї: Музей пожеж, експозиція якого розповідає про вплив вогню на біоценози і боротьбу з ним, та Музей В. М. Пєскова, присвячений пам'яті відомого журналіста, натураліста і телеведучого популярної програми «У світі тварин».
Працівники Воронезького заповідника читають лекції, проводять екскурсії та природоохоронні акції, видають газету «Бобрые вести», виступають на місцевих телеканалах. Поштою СРСР випущено серію марок, присвячений Воронезькому заповіднику. Один з дресованих вихованців бобрового розплідника увійшов до Книги рекордів Росії, піднявшись під час циркової вистави по вертикальній стінці на висоту 2 м (постановник номера заслужений артист цирку В. Сільченко). На базі установи знято телевізійні і кінофільми: «Воронезький заповідник», «Лісова симфонія», «Лісовий велетень», «Росинка» тощо.
В радянський період за участю працівників установи діяло шкільне лісництво. Зараз до послуг відвідувачів прокладено екологічні стежки через мальовничі куточки буферної зони, відкрито інформаційний центр, готель, кав'ярню, канатний парк та спеціально облаштований дворівневий «бобронаріум», в якому можна спостерігати за життям бобрів. У вольєрах просто неба мешкають вовки, ще один живий експонат у заповідній садибі — могутній дуб-довгожитель, вік якого перевищує 400 років. Поруч з садибою заповідника розташований історичний Толшевський Спасо-Преображенський монастир.
Тварини заповідника на марках